# Eglofs (Argenbühl)
Eglofs ist in Bezug auf Größe und Einwohnerzahl die größte Ortschaft der 1972 durch eine Zusammenlegung mehrerer Gemeinden entstandenen Gemeinde Argenbühl im Landkreis Ravensburg im Westallgäu. Am Südrand der Ortschaft verläuft die Landesgrenze zu Bayern.

## Geografie und Verkehrsanbindung
Das Dorf liegt an der B 12, welche Wangen im Allgäu mit Isny im Allgäu verbindet und damit auf der Route der Oberschwäbischen Barockstraße. Auf dem Gebiet der Ortschaft befindet sich mit dem 761 Meter hohen „Isnyberg“ die höchste Erhebung der Gemarkung Argenbühl.

### Ortsgliederung
Zu Eglofs gehören die Weiler Aschen, Bruckacker, Bühl, Burg, Eyb, Gaischachen, Gerazreute, Gießen, Goldbach, Heuberg, Hochberg, Hofs, Hummelberg, Isnyberg, Laidraz, Linzgis, Lochhammer, Malaichen, Moos, Mühlbolz, Mühlhalden, Oberisnyberg, Obervorholz, Osterwaldreute, Reute, Schaulings, Schnaidt, Schönenberg, Staudach, Steinberg, Straß, Tal (Eglofstal), Untervorholz, Waibelhof und Zellers, die Höfe Bellmannshöfle, Biegen, Birkhardt, Buchenberg, Dämpferhof, Edenhaus, Fuchshof, Greut, Gründels, Halden, Hinterberg, Hintergreut, Huttershöfle, Kaltenherberg, Kolbenberg, Lochershöfle, Schnaidthöfle, Schwinders, Stall, Untergoldbach und Zimmermannshof und die Häuser Locherkapf und Schulhaus Bühl.

## Geschichte

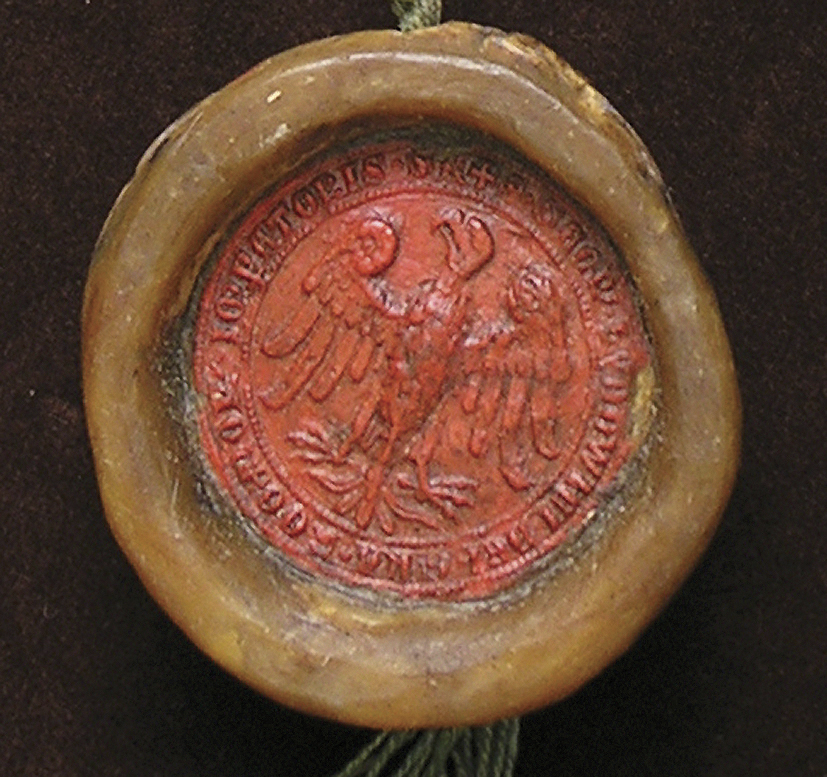
Siegel der Urkunde von Kaiser Ludwig 1330

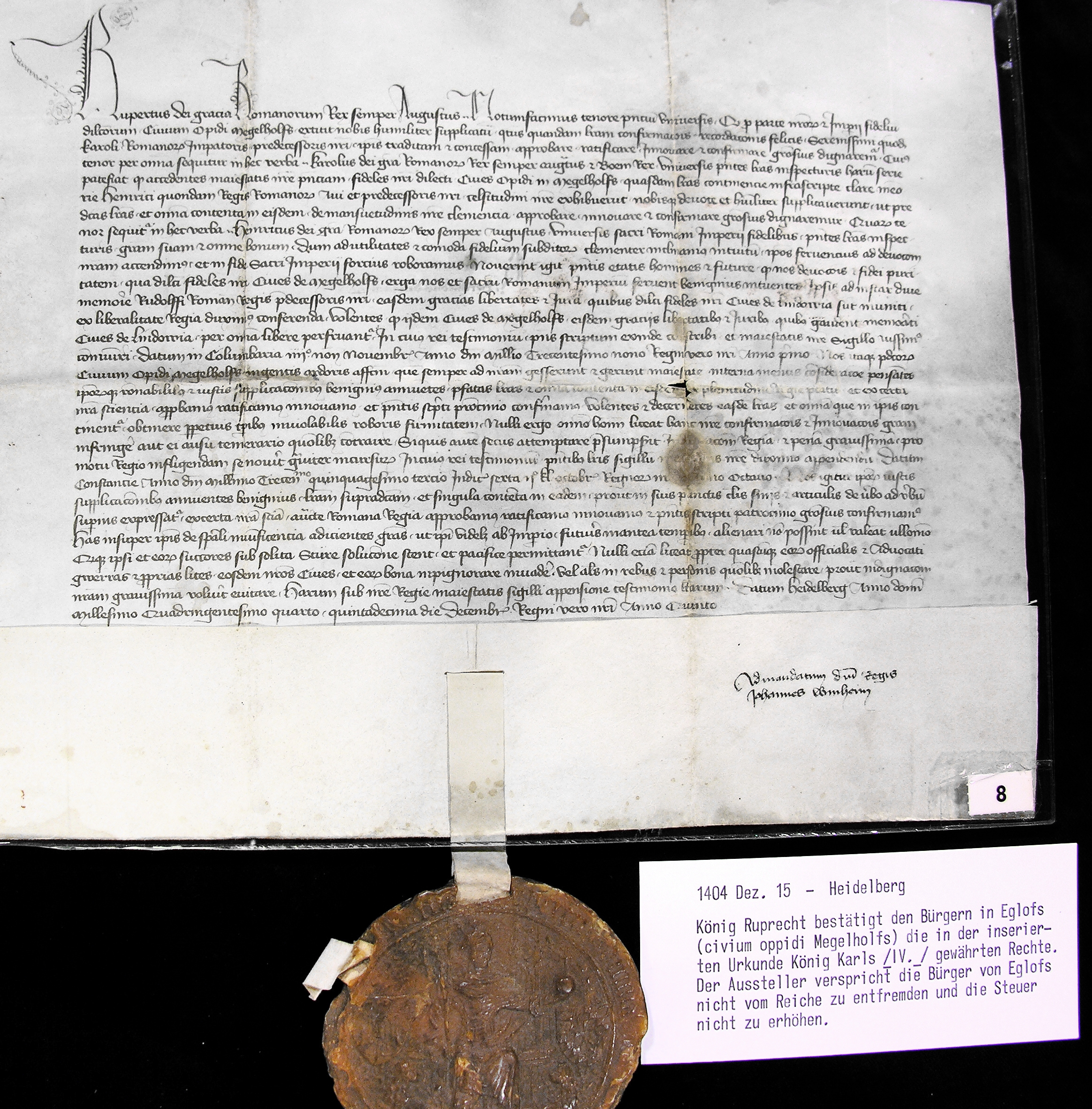
Urkunde von König Ruprecht 1404

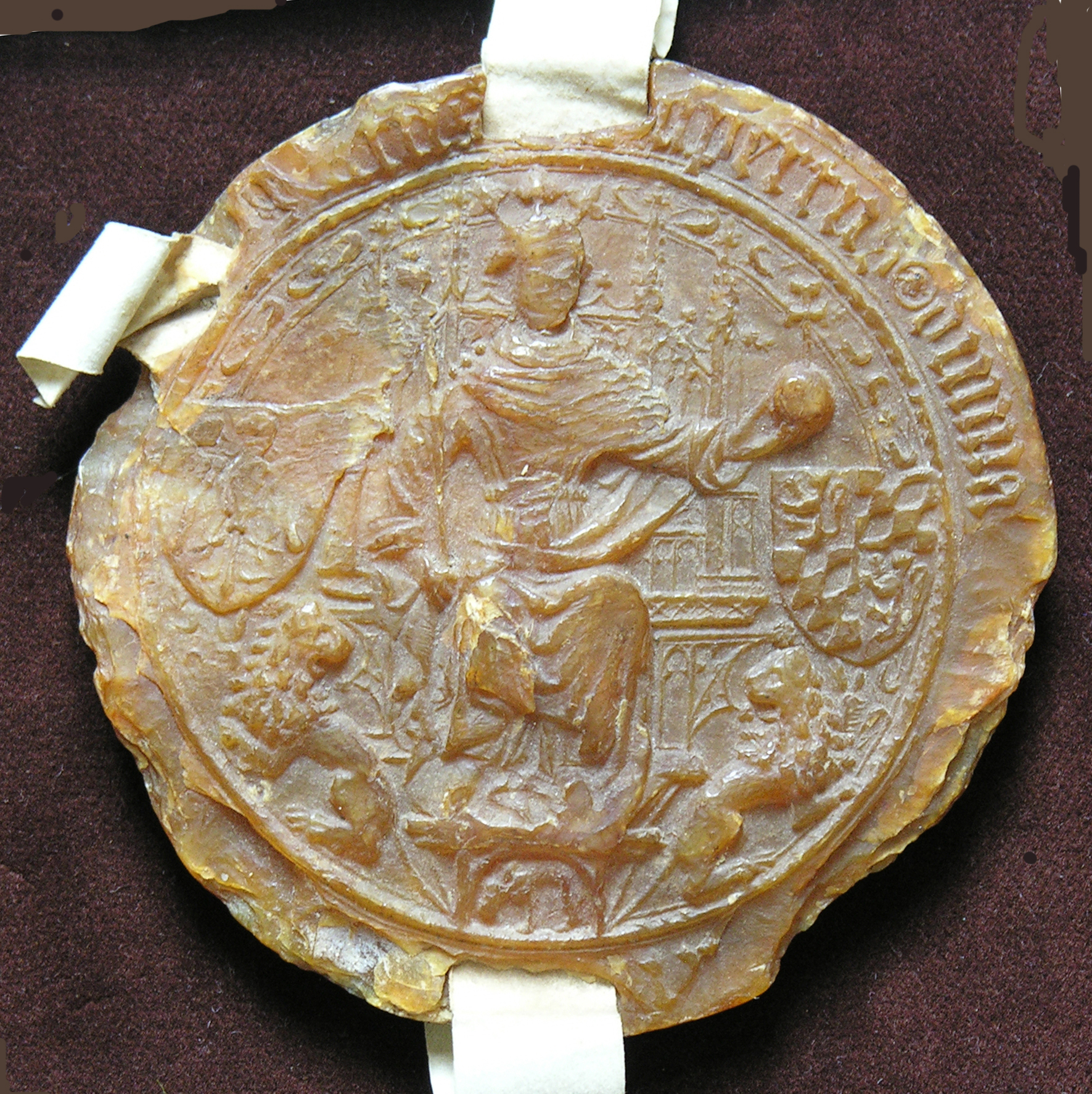
Siegel der Urkunde von König Ruprecht 1404

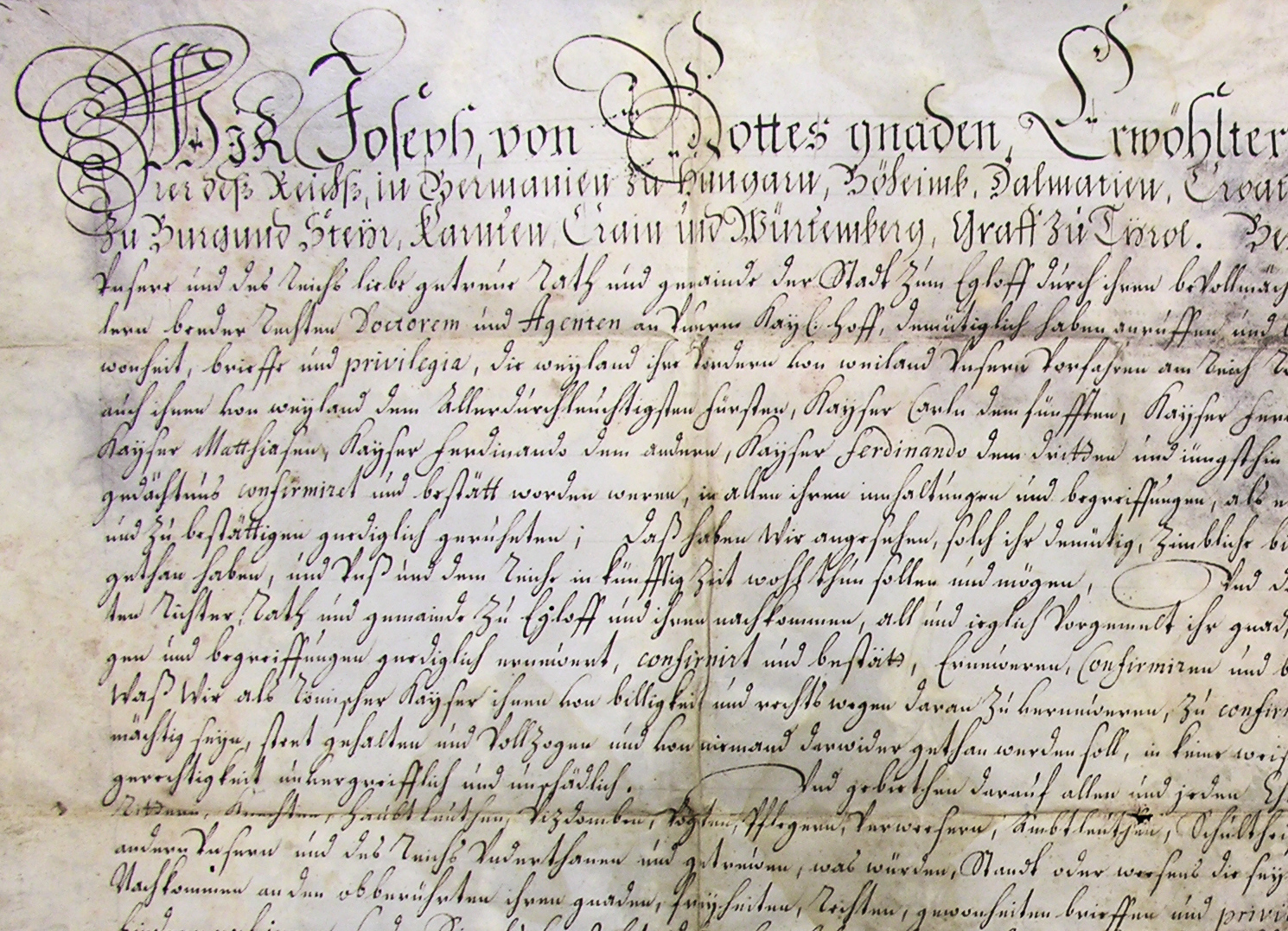
Urkunde von Kaiser Joseph 1707 der Stadt zum Eglofs, Ausschnitt

Die Bewohner Eglofs waren während des Mittelalters weitgehend freie Bauern und, da sie seit 1282 auch das Stadtrecht besaßen, im mittelalterlich-rechtlichen Sinn auch Bürger. Sie konnten ihre besonderen Rechte mit gewissen Einbußen bis in die frühe Neuzeit bewahren.
Eine vorgeschichtliche Besiedelung wurde bisher nicht nachgewiesen. Auch die früheste Besiedelungsphase liegt im Dunklen. Dass das Martinspatrozinium auf eine Besiedelung durch fränkische, oder den Franken nahestehende Volksgruppen in der späteren Karolingerzeit hinweisen könnte, wird in Frage gestellt, ebenso die Vermutung, Eglofs sei zeitnah mit Leutkirch besiedelt worden, dessen Pfarrkirche ebenfalls dem Schutzpatron der Franken, dem Heiligen Martin geweiht ist. Im ausgehenden Frühmittelalter und beginnenden Hochmittelalter gehörte das Gebiet zum Nibelgau, dessen gräflichen Rechte zuletzt von den Grafen von Bregenz ausgeübt wurden. Teile davon bildeten danach die Grafschaft Eglofs. Sie unterstand den Grafen von Kirchberg, und danach den Grafen von Württemberg, die sich später Grafen von Grüningen nannten.
1243 verkaufte Hartmann I. von Grüningen die Grafschaft Eglofs an Kaiser Friedrich II. Der Kaufpreis betrug 3200 Mark Silber – eine nach übereinstimmender wissenschaftlicher Einschätzung außergewöhnlich hohe Summe – wovon die Eglofser 1000 Mark selbst in einigen Raten beisteuerten. Sie müssen also zu dieser Zeit bereits wohlhabende, wenn nicht reiche Bauern gewesen sein, um eine solche finanzielle Verpflichtung eingehen zu können. Eglofs wird damit reichsunmittelbar, das heißt, es unterstand direkt dem König bzw. Kaiser, die fideles (= Getreuen) genossen direkt dessen Schutz und waren nur ihm zu Abgaben und Diensten verpflichtet. 1271 wird Eglofs im Liber decimationis mit 71 Hofgütern erwähnt, 1353 im Steuerbuch des Konstanzer Bistums wohl auf Grund der Pestjahre nur mehr mit 60. König Rudolf I. bestätigte 1282 die schon von Friedrich erteilten Privilegien und verlieh den Eglofsern das Stadtrecht von Lindau. Eglofs wurde dadurch mit gewissen Einschränkungen rechtlich gesehen zur Stadt, wählte eine eigenständige Verwaltung, besaß die volle (das heißt nur durch kaiserliches Gebot eingeschränkte) Gerichtsbarkeit sowie eine weitgehende Abgabenhoheit. Seine Bürger besaßen den Freien Zug, sie konnten sich demnach als Freie in anderen Städten ansiedeln, bzw. sich als Ausbürger in die Rechtshoheit einer Stadt begeben. Verbunden mit dieser Bestätigung der Privilegien und der Erteilung des Stadtrechts war ein Verpfändungsverzicht. Der notorische Geldmangel der deutschen Kaiser führte jedoch zu andauernden Verpfändungen an unterschiedliche Adelsgeschlechter, unter denen die Schellenberger, Werdenberg – Heiligenberger sowie verschiedene Linien der Montforter über längere Zeiträume Pfandnehmer waren. Da die Pfandnehmer nur durch Erhöhung der Dienstpflichten und Abgabeleistungen Gewinn aus ihrer Investition schlagen konnten, wurde die wirtschaftliche Position der Eglofser schrittweise geschwächt. Zuerst und vor allem betraf dies die zum Teil in beträchtlicher Entfernung von der Eglofser Gemarkung lebenden aber Eglofser Privilegien genießenden, in die zwei Steuerbezirke Unterer Sturz (um Missen) und Oberer Sturz (links der Iller von Oberstdorf bis ins nördliche Alpsee-Gebiet) zusammengefassten Freien, während die Eglofser Bürger selbst, zum Teil auch durch Rückkauf von Pfandrechten oder direkte Vorsprache auf Reichstagen ihre Privilegien im Wesentlichen halten konnten. Die Freien in den Stürzen dagegen sanken gegen Ende des Mittelalters in eine, durch gewisse Freiheitsrechte gemilderte Form der Leibeigenschaft ab und mussten die Gerichtsbarkeit der jeweiligen Herrschaft anerkennen.
Im Jahre 1516 schränkte die Stadt Wangen als Pfandnehmer von Eglofs die Rechte der „Freien von Eglofs“ weiter ein und erhöhte zugleich die Abgaben, obgleich diese im Vergleich zur Abgaben- und Dienstlast anderer Bauerngesellschaften im Westallgäu noch immer eher gering waren. 1522 erhielt das Wangener Spital auch das Patronat über die Pfarrkirche. Diese Rechtseinbußen und Abgabenerhöhungen führten wahrscheinlich zu einer Beteiligung Eglofs am Bauernkrieg von 1525. Im Mai 1525 lagerten Teile des Allgäuer Haufens in Eglofs, plünderten und brandschatzten die Vogtei und den Pfarrhof, zogen aber bald nach Kißlegg ab. Insgesamt war aber die Beteiligung der Eglofser am Bauernkrieg von 1525 offenbar eher ihrem langwierigen Rechtsdisput mit dem Pfandherrn Wangen geschuldet, als einer Identifikation mit den Ideen des Bauernaufstands. Auch scheinen schwerwiegende Folgen für die Eglofser nach der Niederlage der Bauern ausgeblieben zu sein.
Bis nach dem Dreißigjährigen Krieg, der sich in Süddeutschland durch das jahrelange Marodieren vor allem der schwedischen Soldateska, sowie durch anschließende Pestzüge besonders verheerend auswirkte, konnten die „Freien von Eglofs“ ihre Sonderstellung als Reichsdorf wahren. Mitbedingt durch die Nachwirkungen des langen Krieges kam die Herrschaft als Reichspfand 1640 an Philipp Nikolaus von der Leyen († 1656). Von ihm kam die Herrschaft 1656 an den Grafen Ernst von Abensperg und Traun  (1662 erhielt dieser daraufhin Sitz und Stimme im schwäbischen Grafencollegium). Damit verschlechterte sich die soziale, rechtliche und wirtschaftliche Position der Eglofser Bauernbürger jedoch nachhaltig. Sie konnten zwar die meisten persönlichen Freiheits- und Besitzrechte erhalten, ihre Stellung als reichsfreie Gemeinde ging aber für immer verloren. 1804 wurde die Herrschaft an den neu-ernannten Fürsten Alfred I. zu Windisch-Graetz verkauft (Vertreten durch seine Mutter Maria Franziska Leopoldine geborene Prinzessin von Arenberg). Nach dem Zwischenspiel als Fürstentum Windisch-Grätz fiel das Gebiet um Eglofs im Jahre 1806 gemäß der Rheinbundakte an das Königreich Württemberg.
In einem der letzten Hexenprozesse wurde 1743 Katharina Reitterin Opfer der Hexenverfolgungen und in Eglofs verbrannt.
Mit der Mediatisierung von 1806 verloren die Fürsten von Windisch-Grätz Souveränitäts-, Herrschafts- und Besitzrechte. Letztere erhielten sie erstmals 1811 wieder, und, nachdem sie 1817 abermals entzogen worden waren, endgültig 1828. Grund des Entzuges waren unklare Loyalitätsverhältnisse, da die Fürsten von Windisch-Grätz im Dienste des Kaisertums Österreich standen. Politisch wurde im Grenzvertrag zwischen Bayern und Württemberg 1810 die Zugehörigkeit von Eglofs zu Württemberg bestätigt und Eglofs Teil des Donaukreises, und zwar seines südlichsten Verwaltungsbezirkes, des Oberamtes Wangen. Die Gebiete in den Stürzen, die unmittelbar nach der Mediatisierung noch zu Württemberg gezählt wurden, gelangten an Bayern.
Besonders belastend für die Eglofser war die immer restriktiver werdende Berechtigung der freien Waldnutzung, die zu langwierigen Prozessen mit der Herrschaft führten, in denen sie ihre verbrieften Rechte einforderten. Schließlich konnte 1832 ein günstiger Vergleich erreicht werden, in dem der etwa 250 Hektar umfassende Osterwald den Eglofsern zum alleinigen Besitz zur Verfügung blieb, der Westerwald jedoch in die ausschließliche Nutzungsbefugnis der Herrschaft geriet. Dies führte zur Gründung der noch heute bestehenden Holznutzungsgenossenschaft, der Osterwaldgenossenschaft Eglofs.
Eglofs zählte 1841 1349 Einwohner und war nach Sommersried und Pfärrich die drittgrößte Gemeinde des Oberamtes. Die Bewohner waren mehrheitlich Eigentümer ihrer Hofstellen und Häuser, die Abgaben waren gering. Trotzdem sei der Wohlstand eher mäßig gewesen, und es gäbe viele Arme. Zehntnehmer waren neben dem Fürsten von Windisch-Grätz, der Graf Quadt zu Wykradt und Isny und das Hospital zum Heiligen Geist in Wangen.
Am 1. Januar 1972 bildete Eglofs zusammen mit fünf weiteren Gemeinden die neue Gemeinde Argenbühl.

## Bauwerke

### Pfarrkirche St. Martin

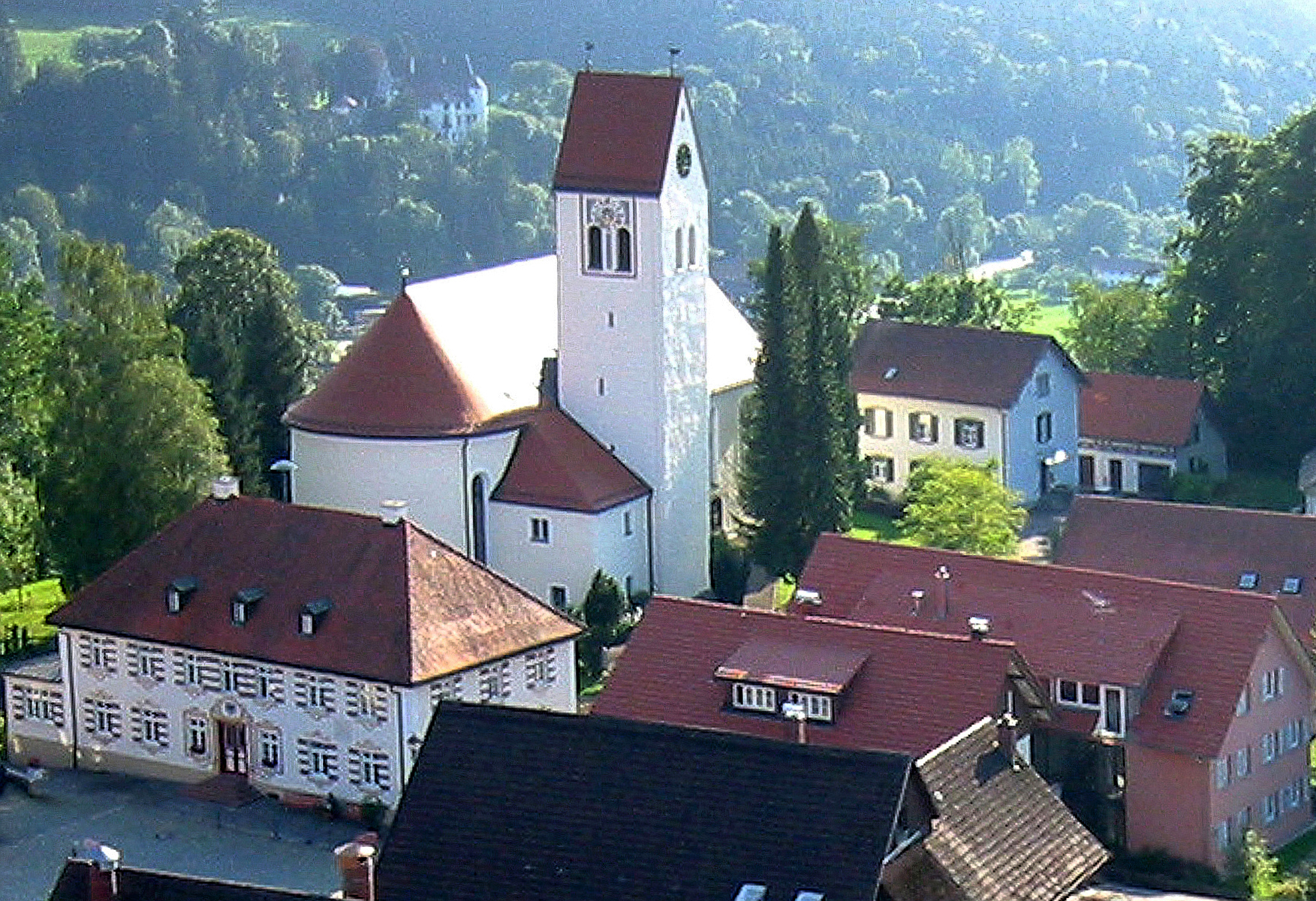
Die Kirche St. Martin in Eglofs

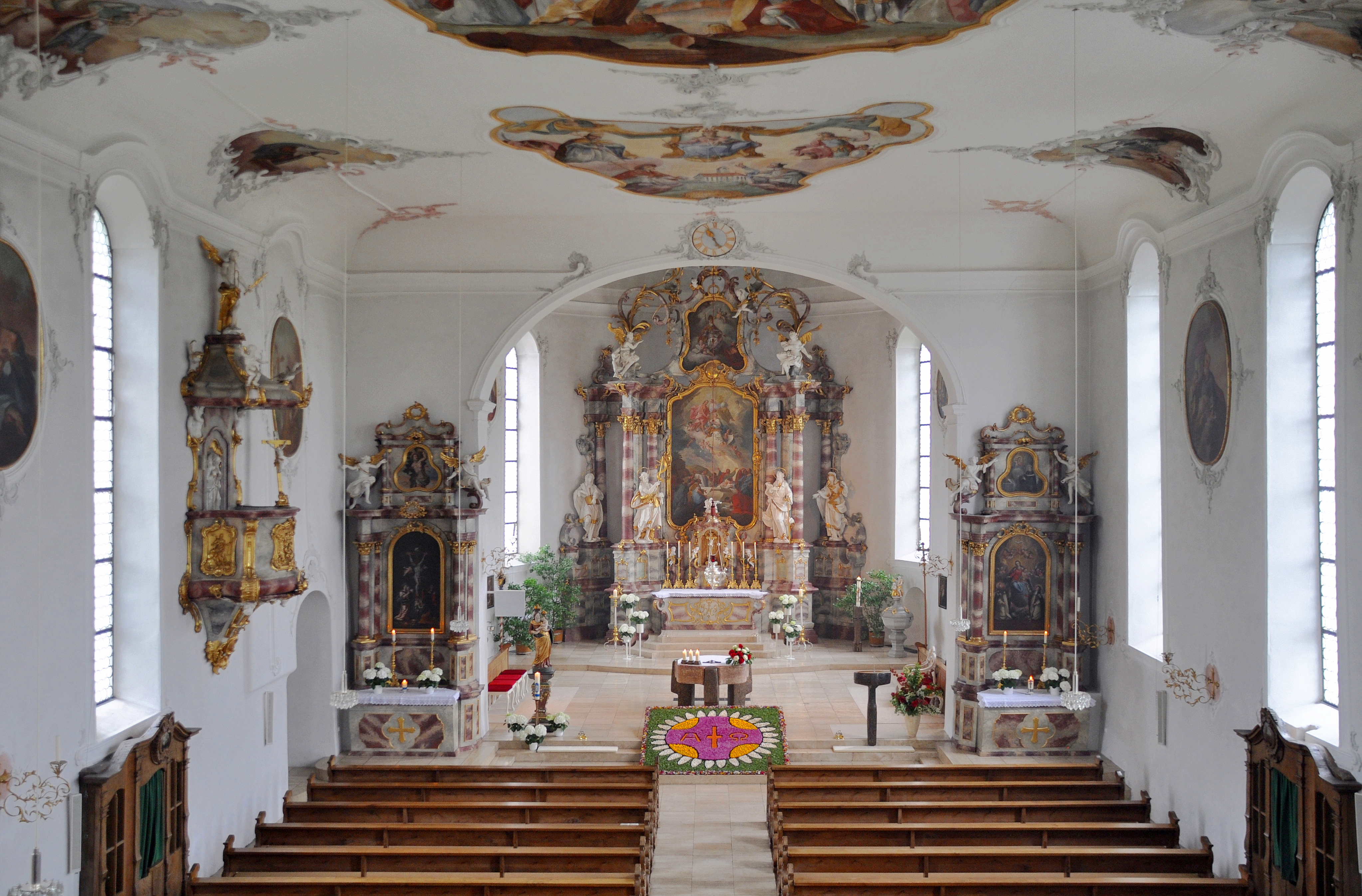
Eglofs, im Innern der Kirche an Fronleichnam

Die frühere Kirche, die 1485 als baufällig bezeichnet wurde, wurde von Johann Georg Specht von 1765 bis 1766 im Barockstil umgebaut. An den gotischen Bau erinnern nur noch der Glockenturm (spätes 14. Jh.) mit der Theresienkapelle und das schlichte Äußere. Beim Eintritt überrascht der von Licht durchflutete, einheitliche Innenraum mit seinen Rokokoausschmückungen. Die bemerkenswerten Stuckaturen wurden 1931 erneuert.
Der Hochaltar zeigt auf dem großen Altarblatt von Franz Anton Weiß die Aufnahme Mariens in den Himmel. Von 1973 stammt der frei stehende Volksaltar mit dem Ambo. Ein Werk von Anton Stiefenhofer aus Eglofs (um 1790) ist die Madonna mit Kind auf dem Arm. Die Seitenaltäre gehen auf Eglofser Bruderschaften zurück, die nach der Pest während des Dreißigjährigen Krieges entstanden waren.
An der Decke im Chor ist das Bild des letzten Abendmahls in der Mitte zwischen den vier Kirchenvätern, wiederum von Franz Anton Weiß. Das große Fresko von Joseph Jacob Spieler im Hauptschiff zeigt die kämpfende, leidende und triumphierende Kirche mit Heiligen und Aposteln an den Deckenseiten. Die Vertreibung der Händler aus dem Tempel über der Empore wurde nach Entwürfen des Wangener Kirchenmalers August Braun erst 1931 ergänzt.

### Profanbauten
Der Dorfplatz im Ortszentrum ist ein weiter, leicht geneigter repräsentativer Platz mit neugotischem Brunnen. Umgeben ist der Platz von einigen respektablen Bauwerken, dem ehemaligen Amtshaus der Vogtei und späteren Rathaus, dem Gasthaus zur Rose, dem Gasthaus zum Löwen sowie dem Museum.
Burg Megelolf – eine abgegangene, heute nicht mehr lokalisierbare Anlage.

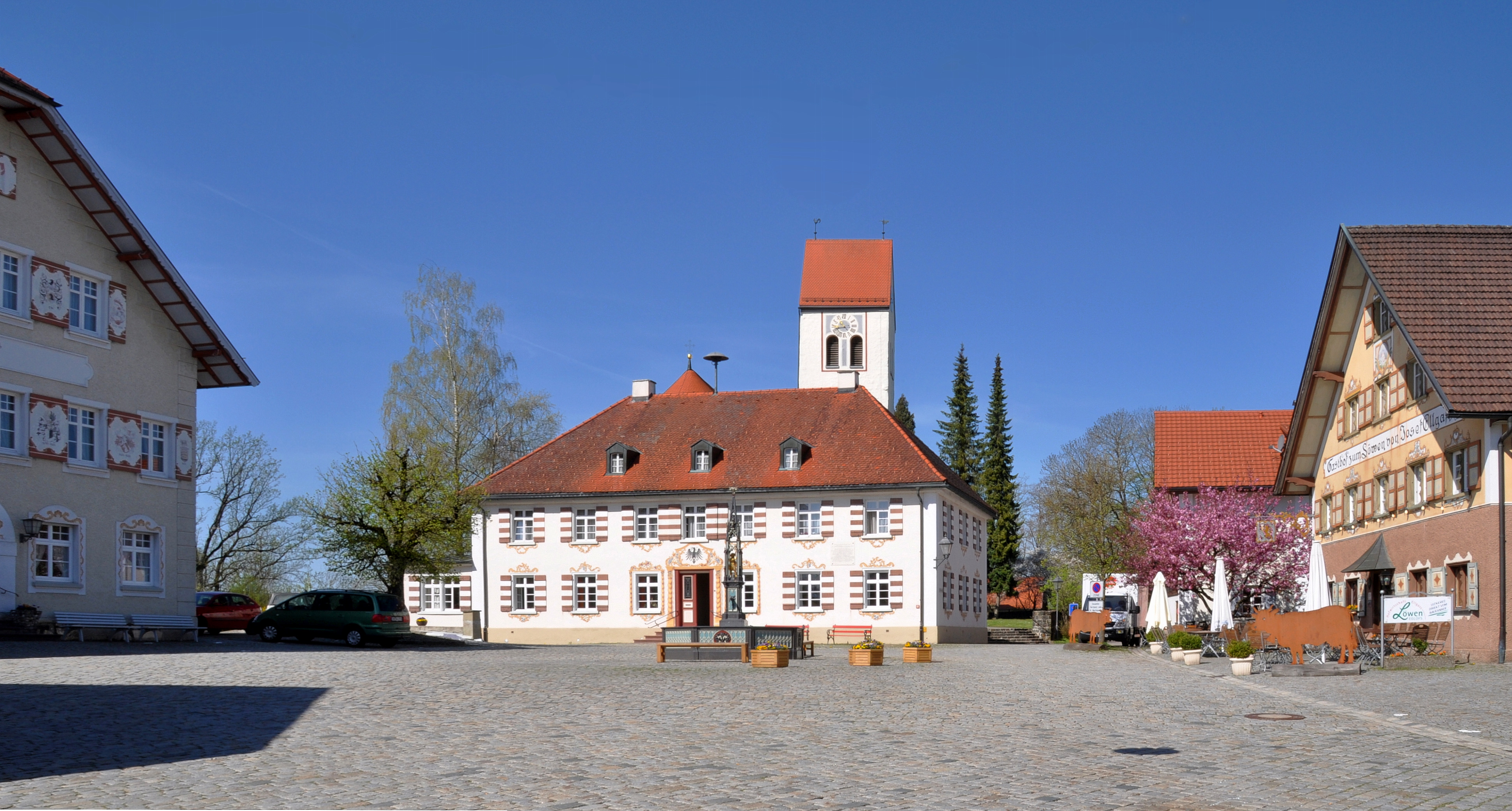
Dorfplatz mit Rathaus, Kirchturm, Gaststätten
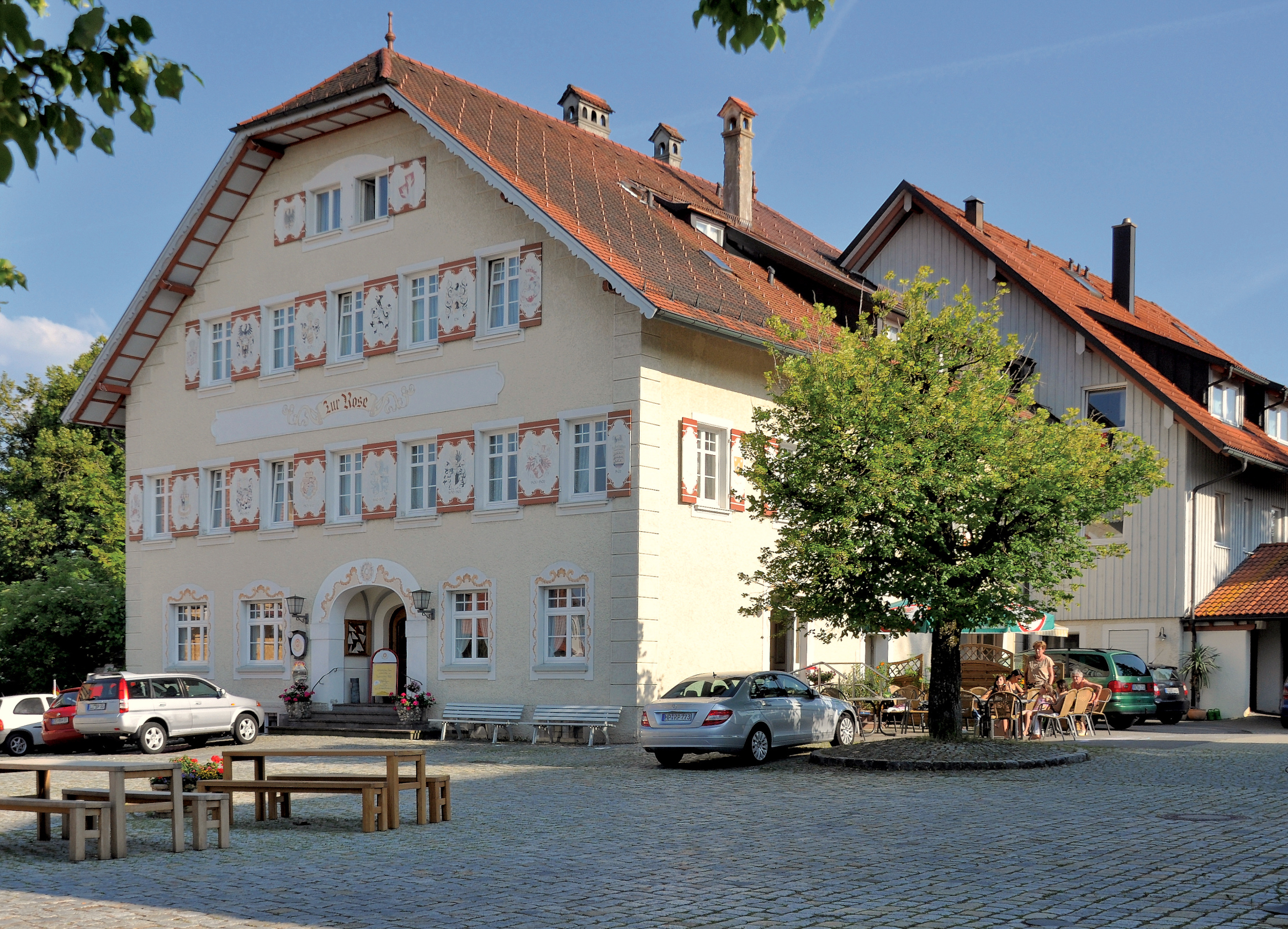
Hotel und Gasthof zur Rose
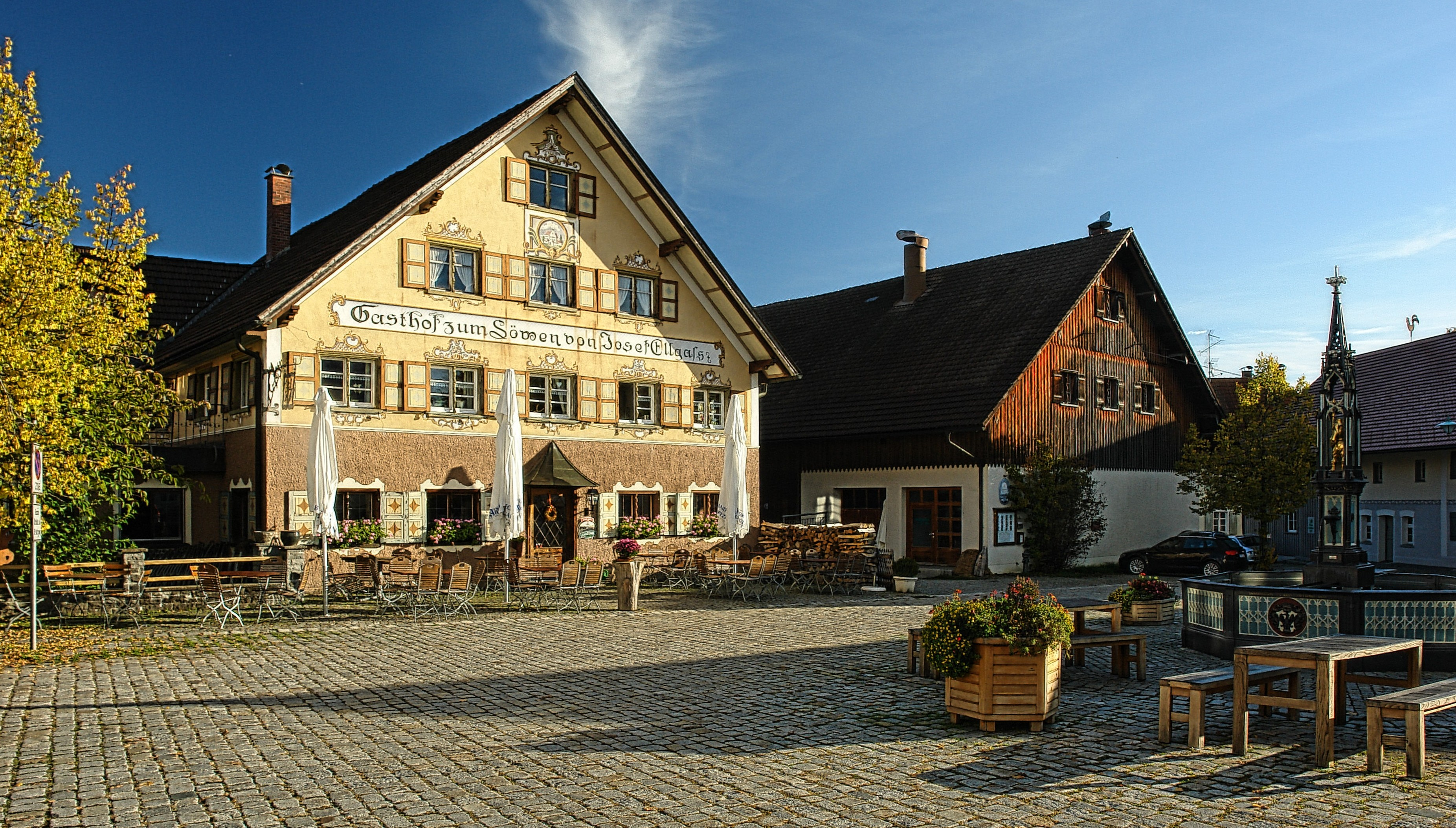
Hofwirtschaft zum Löwen
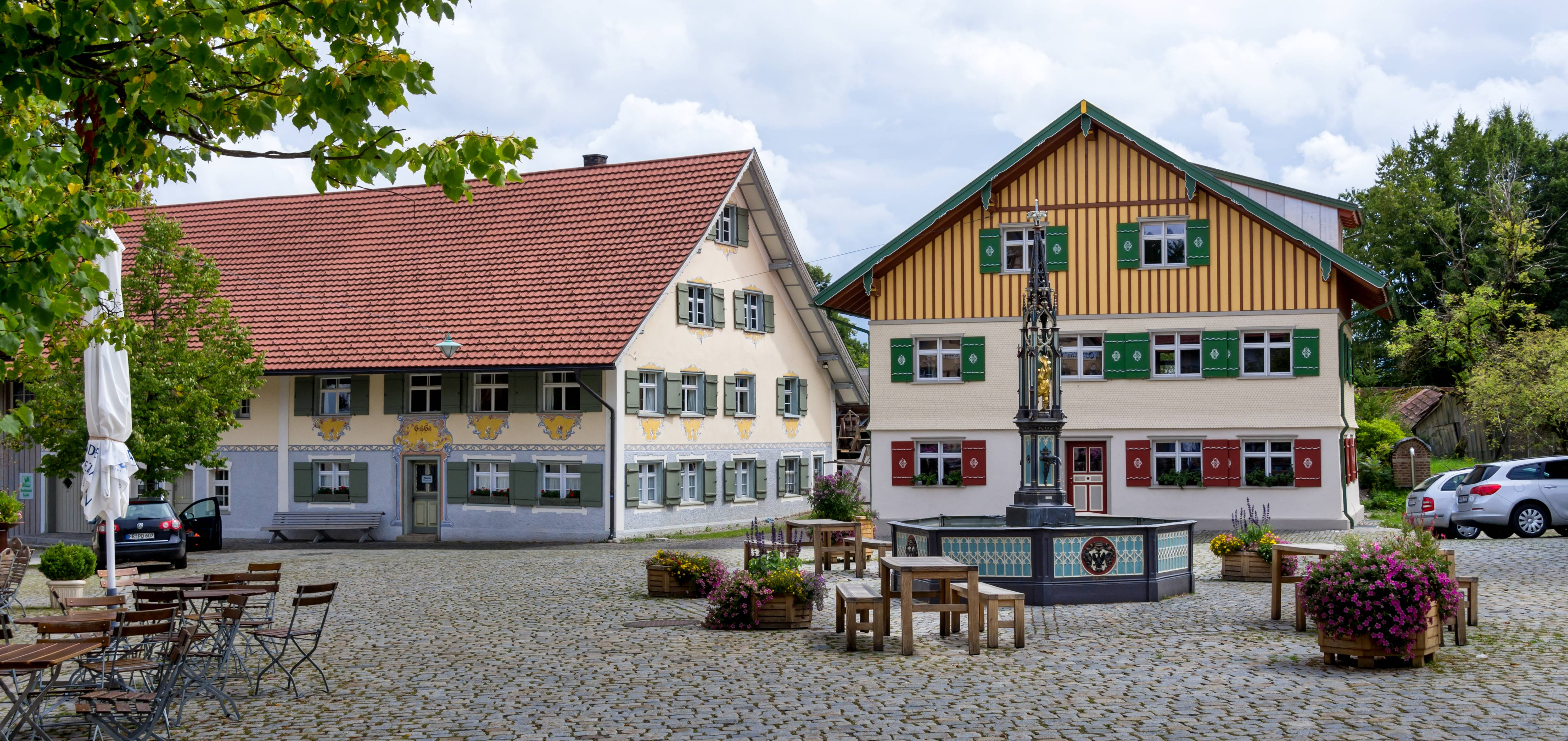
Brunnen, Museum und Badhaus
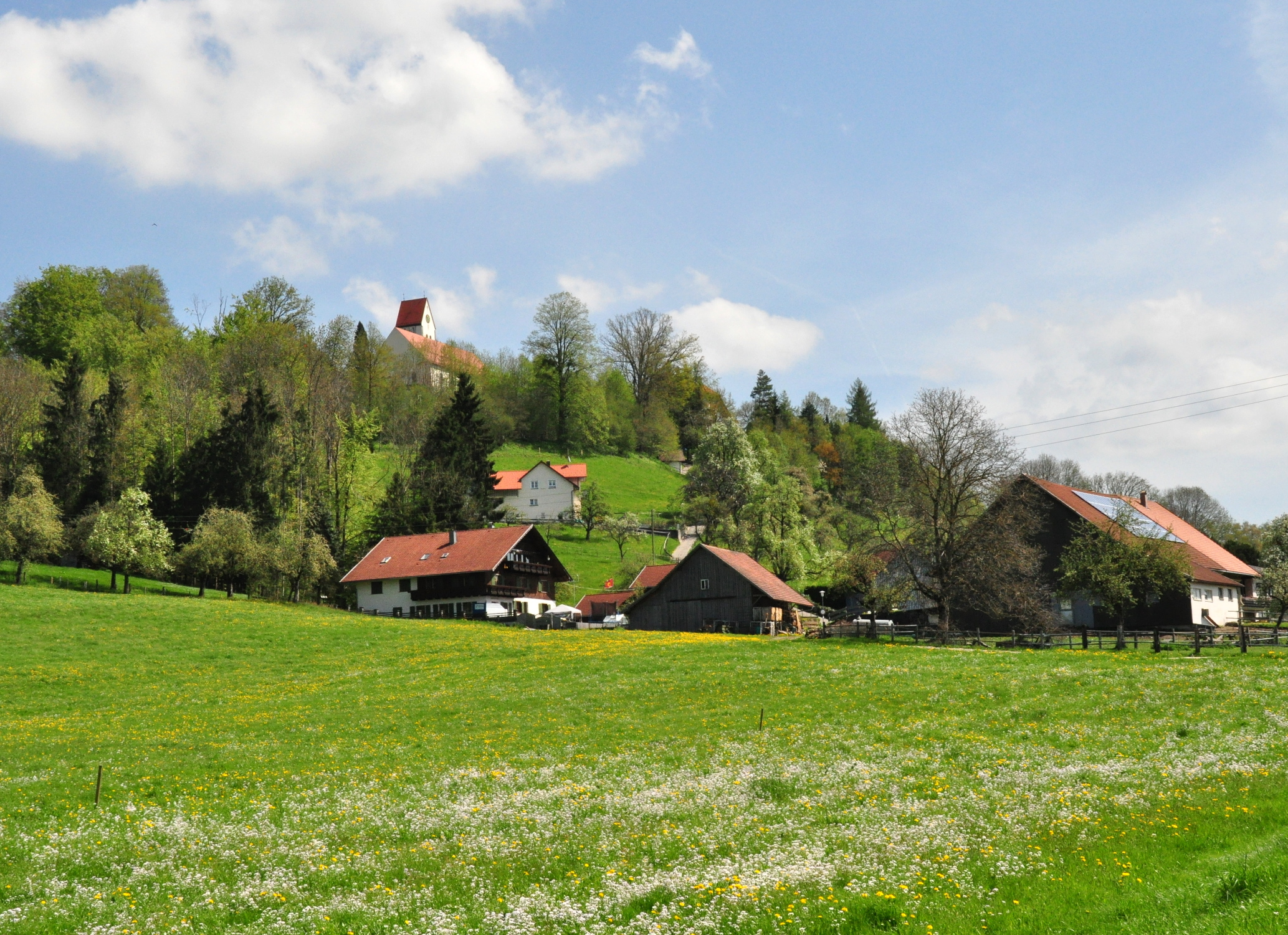
Kirche Eglofs, Blick von Eglofstal
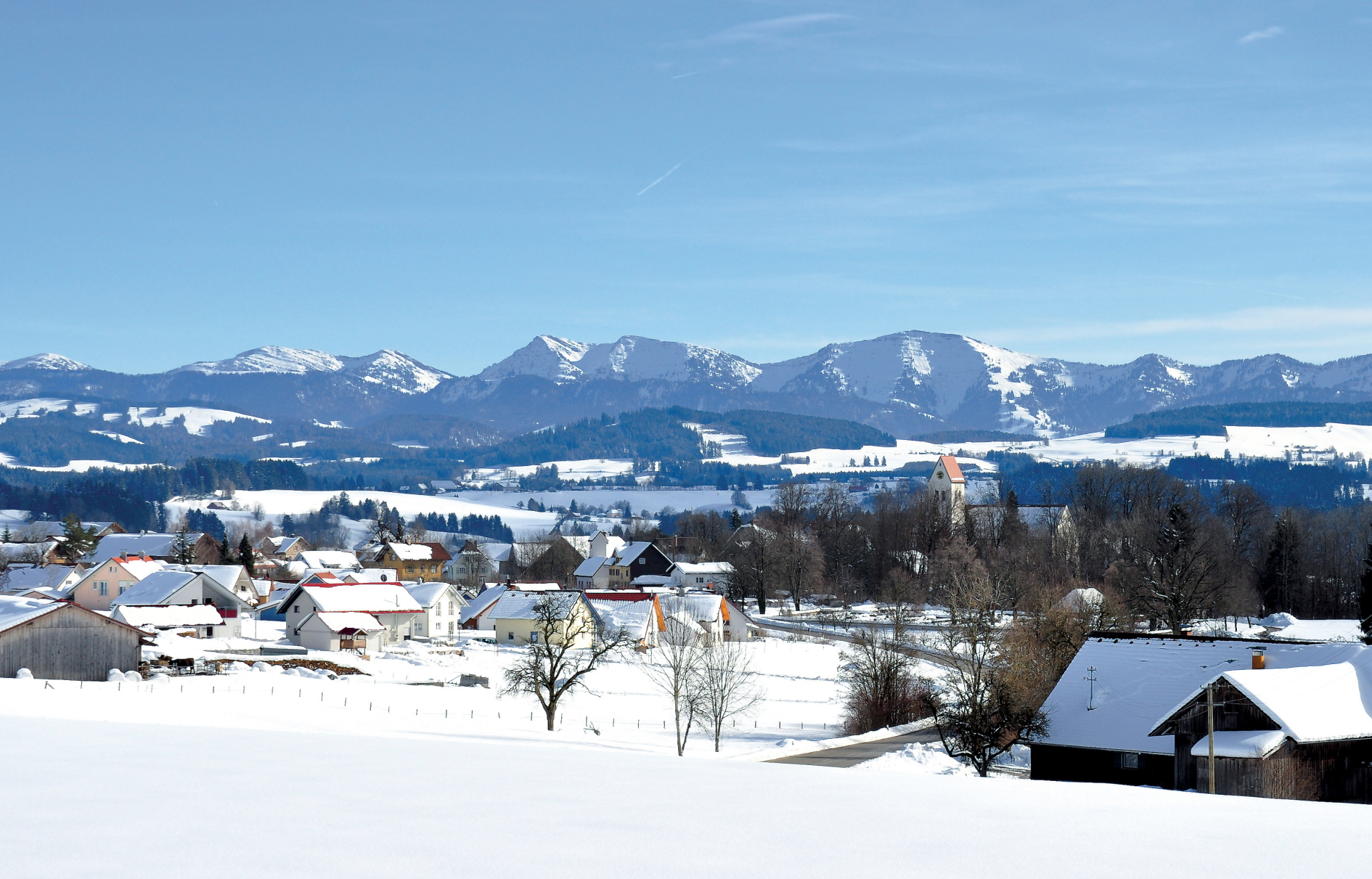
Eglofs, Winter im Westallgäu

## Kultur

### Vereine
Älteste Vereinigung ist der Kirchenchor, der nach Quellen im Pfarrarchiv schon über 200 Jahre besteht. Seit 1842 musiziert die Musikkapelle Eglofs. Der Liederkranz Eglofs, heute Männerchor Eglofs, entstand 1988 aus der Feuerwehr (Erwähnung schon 1810), dem sich 1933 ein Jodelklub einzugliedern hatte. Der Veteranen-Verein aus Teilnehmern am Deutsch-Französischen Krieg 1871 gründete sich 1873 und existiert bis heute als die Krieger- und Reservistenkameradschaft Eglofs. Sie gedenkt jährlich der Toten der Kriege am Kriegerjahrtag. Der Radlerverein „All Heil“ bestand von Anfang des 20. Jahrhunderts bis 1969 und wurde mit einer Gebirgs-Trachtlergruppe zum Heimat- und Trachtenverein „D’Syrgensteiner“.
Auch Gießen hatte einen Radfahrerverein ab 1921, der schließlich im Schützenverein Gießen aufging. Schon 1749 wird in Eglofstal eine „Schießstatt“ auf einem Bild gezeigt. Als Verein wurde die Schützengilde Eglofs gegründet. 1951 begann der Sportverein Eglofs mit Gymnastik, Leichtathletik, Schwimmen und Schilauf. Eine Frauen-Handballmannschaft wurde 1965 württembergischer Vizemeister. Die Schiläufer glänzten bei württembergischen und deutschen Meisterschaften. Langläufer nahmen bei Weltmeisterschaften teil und ein Senioren-Weltmeister ist bei Alpin zu vermelden. Ein Motorsportklub gründete sich 1982.
Der Geschichts- und Heimatverein geht auf das Jahr 1982 zurück. Die Geschichte in Theaterstücken zu zeigen, örtliche und regionale Musikkultur zu archivieren und im Museum zu zeigen gehören zu den Zielen des Vereins. Die Osterwald-Genossenschaft besteht seit 1832 nach gewonnenem 20-jährigen Kampf um die Nutzung des Osterwaldes.
Der Dorfstadelförderverein kümmert sich um die Kultur des vielseitig nutzbaren Saals mit Bühne, des „Dorfstadels“, neben dem Museum am Dorfplatz, während der neue Verein- und Bürgerservice sich um die Nutzung des alten Eglofser Rathauses sorgt. Seit 1989 gibt es den Chor ChorKontraste mit Teilnehmern aus Eglofs und Umgebung mit sehr anspruchsvollem Repertoire. Weiter: Seniorengemeinschaft Eglofs, CDU-Ortsverband Eglofs, Grüß-Gott-Verein, Jagdgenossenschaft Eglofs, Kapellengemeinschaft Bühl, Kath. Landjugend-Bewegung, Landfrauen Eglofs und Landwirtschaftlicher Ortsverein.

### Regelmäßige Veranstaltungen

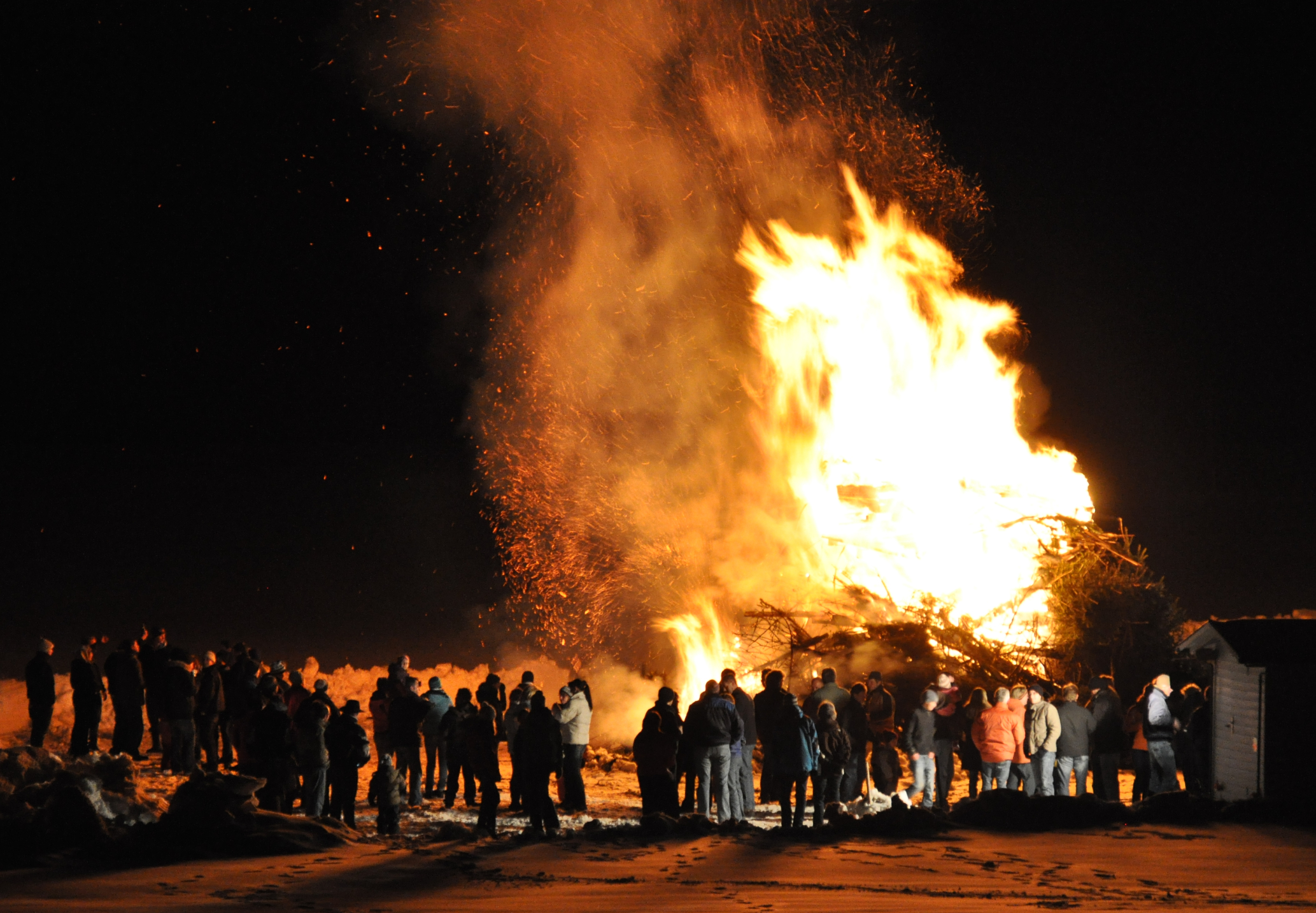
Funkenfeuer in Eglofs/Reute

Am 6. Januar ziehen Ministranten als Heilige Drei Könige von Haus zu Haus. Am traditionellsten ist der Feuerwehrball meist am „Bromigen Freitag“ neben anderen Faschingsbällen der Vereine. Seit 1985 gibt es am Fasnetsonntag die „Kinderfasnet“ mit einer Veranstaltung in der Turnhalle. Der Funkensonntag eine Woche später schließt die närrischen Tage mit der Hexenverbrennung auf Hügeln der Umgebung.

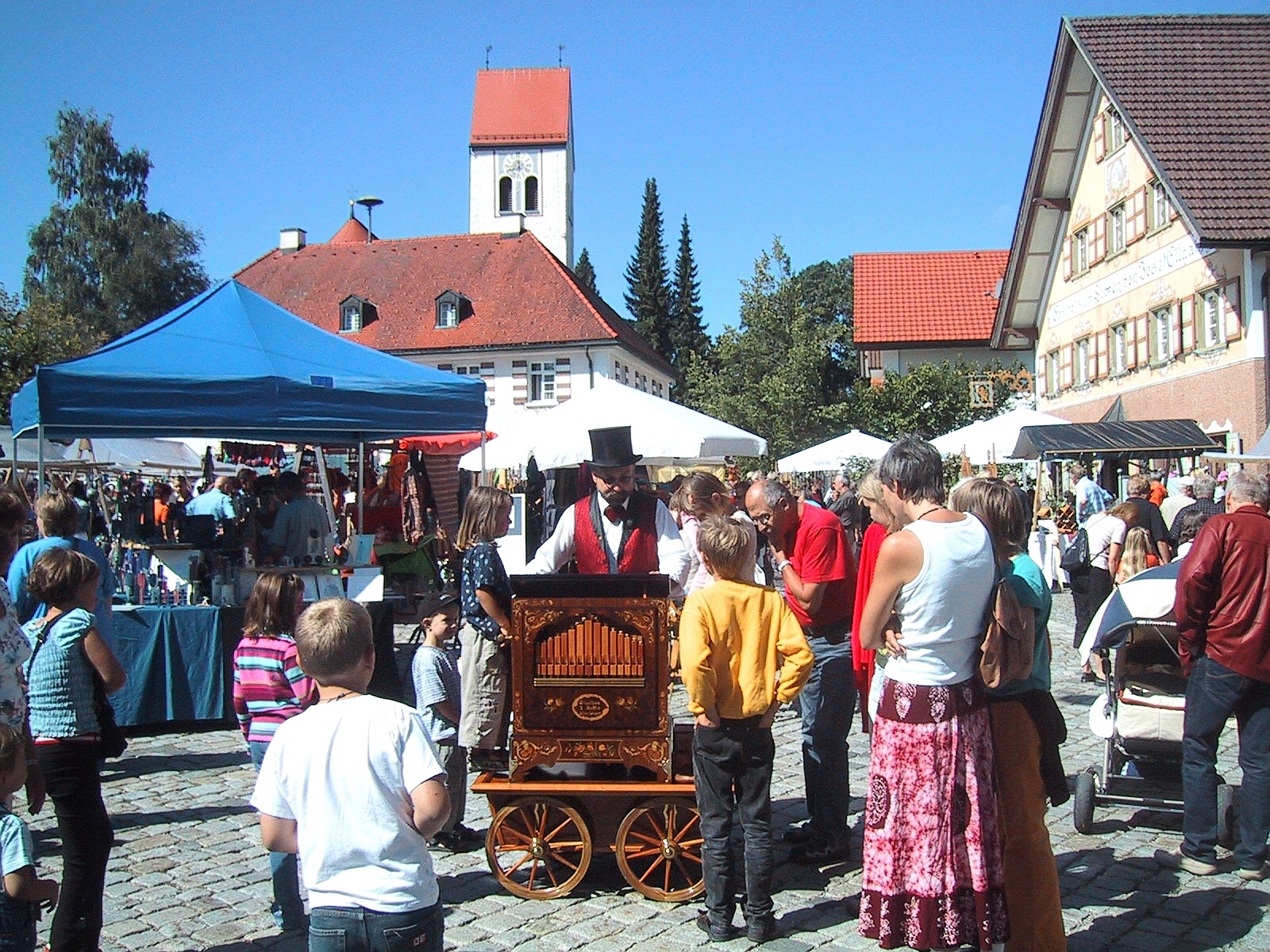
Kunstmarkt auf dem Dorfplatz

Seit 2001 wird im Dorfstadel der Gerichtstag abgehalten, an dem „größere Anstößigkeiten heanat und deanat geahndet werden“ in Anlehnung an die historischen Aschermittwochs-Gerichtstage der Eglofser Freien. Am „Musikalischen Nachmittag“ bietet der musikalische Nachwuchs nicht nur des Heimat- und Trachtenvereins einen bunten Nachmittag im Dorfstadel. Die Erstkommunion bedeutet ein wichtiges Ereignis im katholischen Leben, das immer die Musikkapelle Eglofs begleitet. Zwei Schützenvereine laden regelmäßig zum Jedermannschießen ein. Anfang Mai spielt die Musikkapelle zum Muttertagskonzert in der Turn- und Festhalle. Noch 2008 erfolgte die Bittprozession durch die Fluren um Eglofs. Seit 2009 treffen sich die Gläubigen von Argenbühl bei einem Sternmarsch auf der Siggener Höhe. Im Juni ist Fronleichnam ein großes Fest. Auf dem Dorfplatz treffen sich im Juli die fünf Argenbühler Blasmusikkapellen bei einem Sternmarsch und musizieren anschließend gemeinsam. Am Dorffest der Landjugend auf dem Dorfplatz wird für einen guten Zweck gesammelt. Das Kapellenfest in Bühl dient mit zur Erhaltung der Kapelle.
Auf dem Dorfplatz wird seit 1988 jährlich am letzten Samstag im August ein Markt durchgeführt, auf dem Kunsthandwerkliches von Töpfereien bis Holz- und Lederarbeiten, Schmiedekunst, Malereien und Schmuck angeboten wird. Zum Gedenken an St. Martin, den Kirchenheiligen, treffen sich die Eglofser Vereine am Patrozinium im November.
Am 1. Advent erklingen traditionelle Weisen und Lieder zum Alpenländischen Advent im Dorfstadel. Auch die „Kloose“ ziehen am 5. Dezember durch Eglofs. Kirchenkonzerte von Bläsern und Sängern zum Advent wechseln sich jährlich ab. Das Silvesterblasen in kleinen Musikgruppen von Haus zu Haus beendet das Jahr. Das größte Ballonfahrertreffen Süddeutschlands fand unter dem Namen „Eglofser Feuerzauber“ von 2003 bis 2014 alljährlich in Eglofs statt.

### Museum
Seit 2002 zeigt sich im restaurierten alten Bauernhaus ein vom Geschichts- und Heimatverein eingerichtetes Musikmuseum, das einen Überblick über die regionale Musikgeschichte im Westallgäu auf Grundlage eines Musikarchivs mit Bild-, Ton-, Buch- und Notensammlungen in insgesamt über 50.000 PC-Einträgen bietet. Neben Dudelsack und Drehleier, Streich-, Zupf- und Blasinstrumenten mit ihrer historischen Entwicklung bilden Kirchenmusik, Chortradition, Blasmusik und Musikerpersönlichkeiten thematische Schwerpunkte. Auch eher ungewöhnliche Instrumente wie Trumscheit, Chalumeau, Klappenhorn, Violinzither, Strohgeige und auch ein Tefifon sind zu sehen.
Weiter sind Fossilien und Mineralien, Ofenkacheln und Tafeln zur Eglofser Geschichte hier untergebracht.
Es gibt abrufbare Tonbeispiele, individuelle Hörführer und in einer Multimediaschau die eigene Eglofser Geschichte mit den bisher aufgeführten Theaterstücken. Das Regierungspräsidium Tübingen verlieh dem Museum 2009 das Prädikat „Vorbildliches Heimatmuseum“.

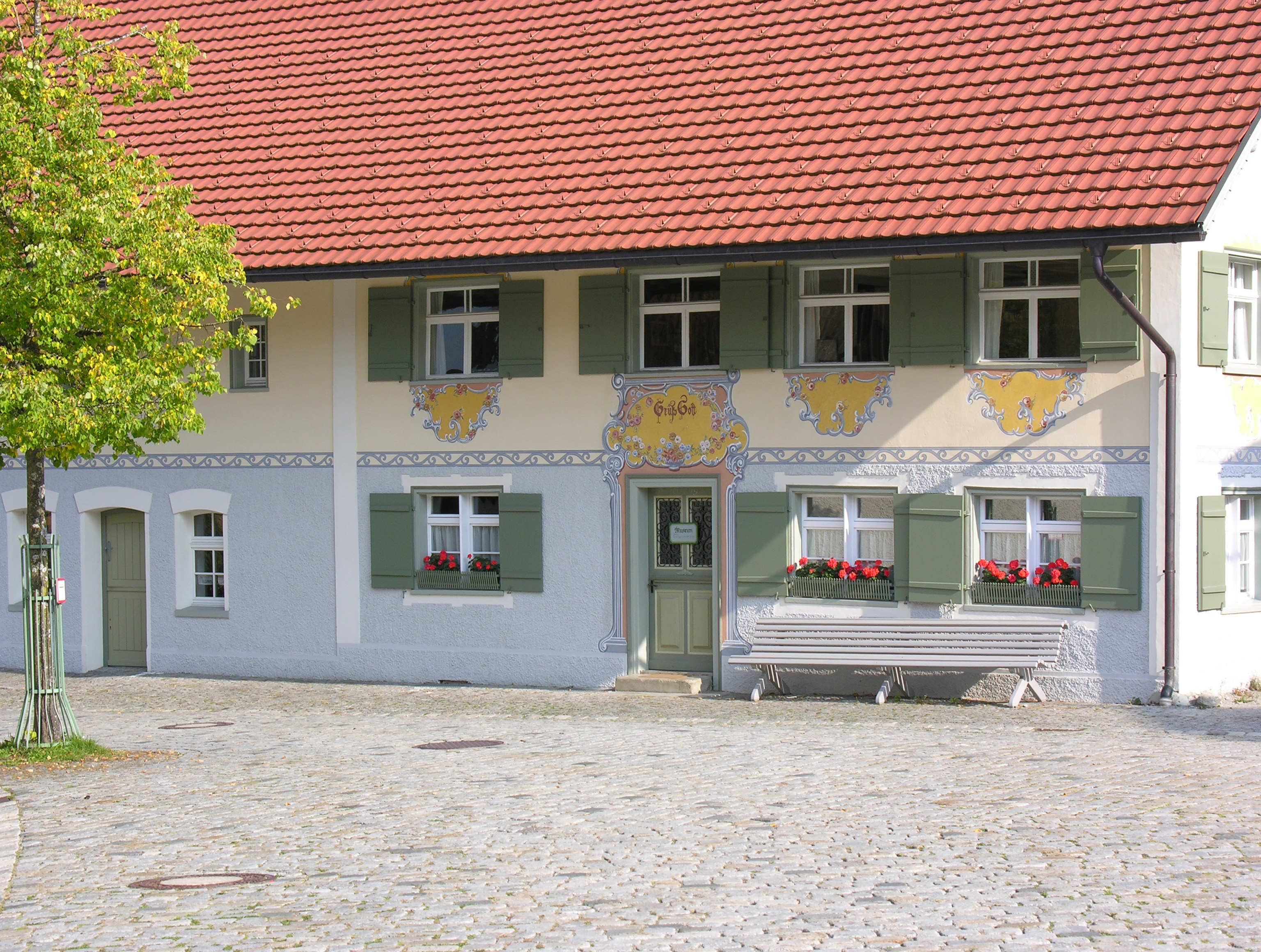
Musikmuseum Eglofs
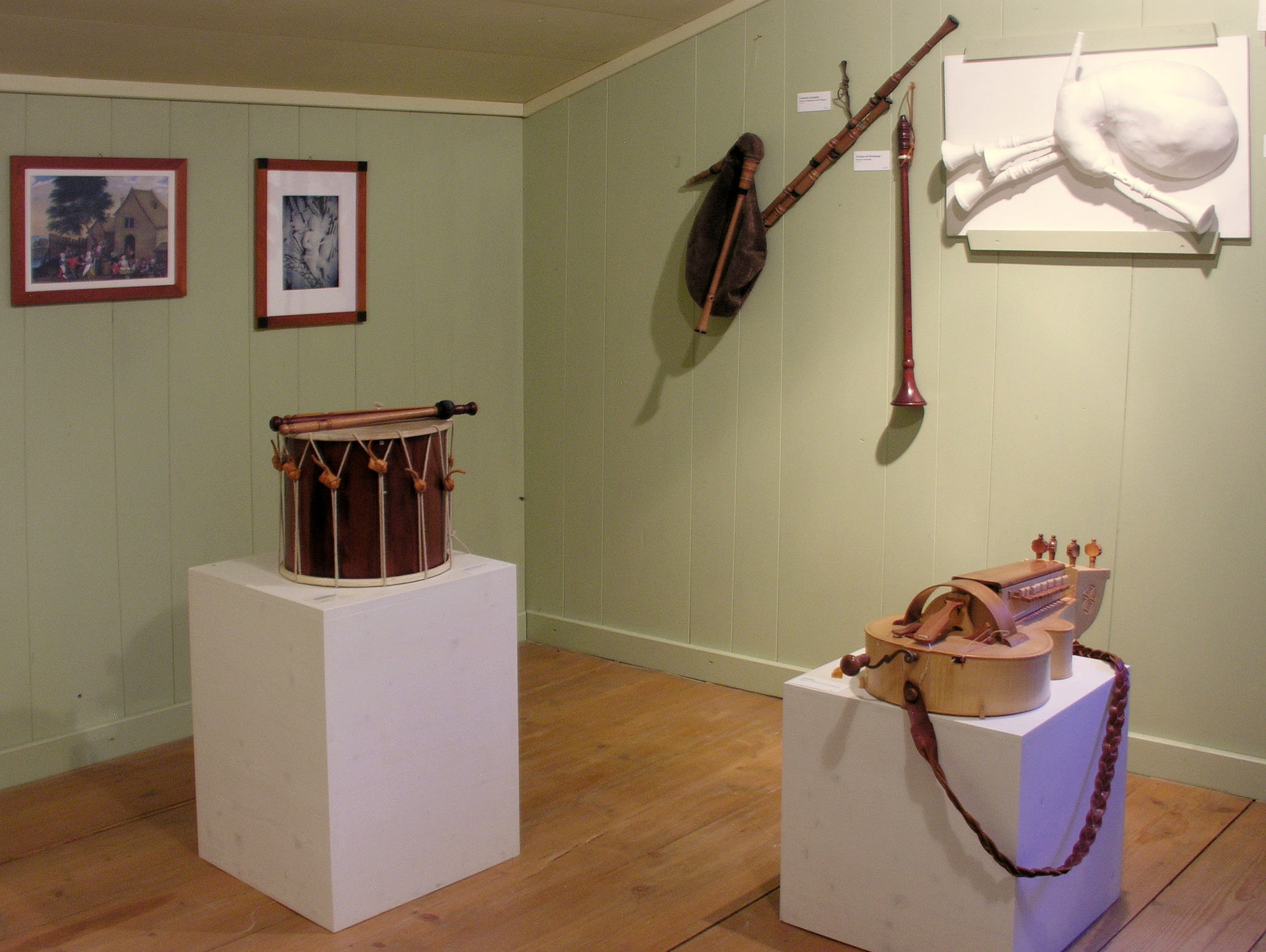
Musikmuseum Eglofs frühere Instrumente
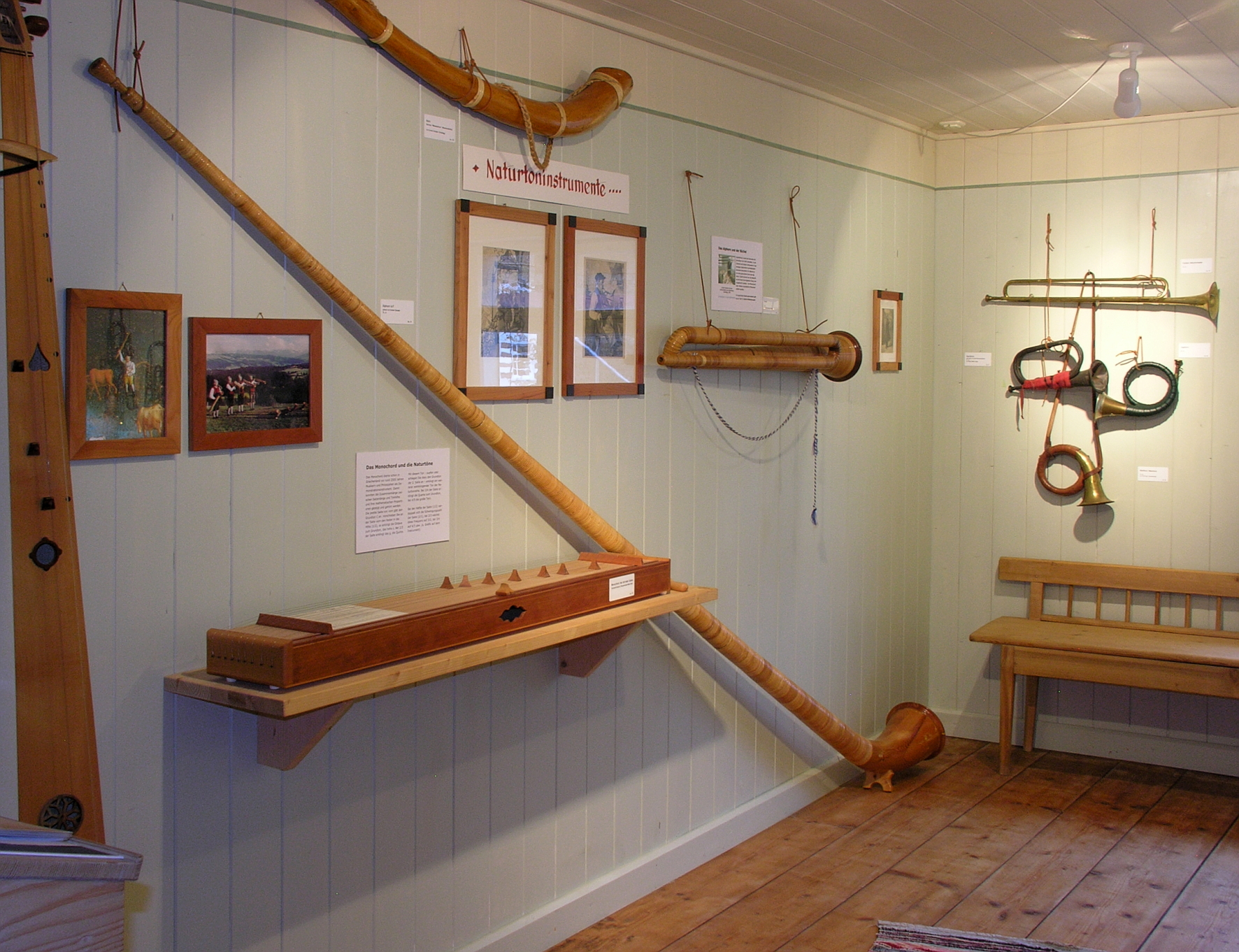
Naturtoninstrumente
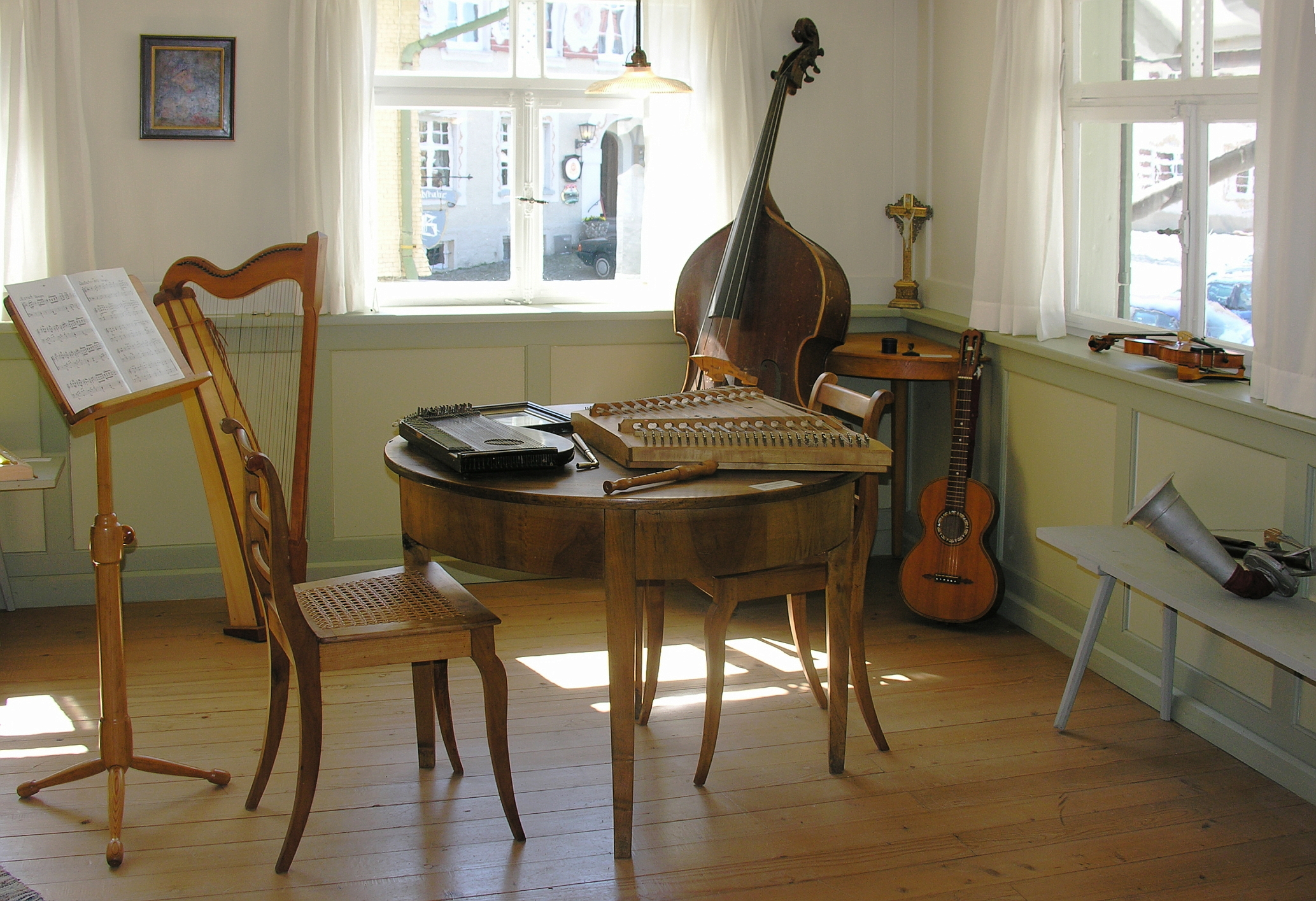
Stubenmusik im Musikmuseum
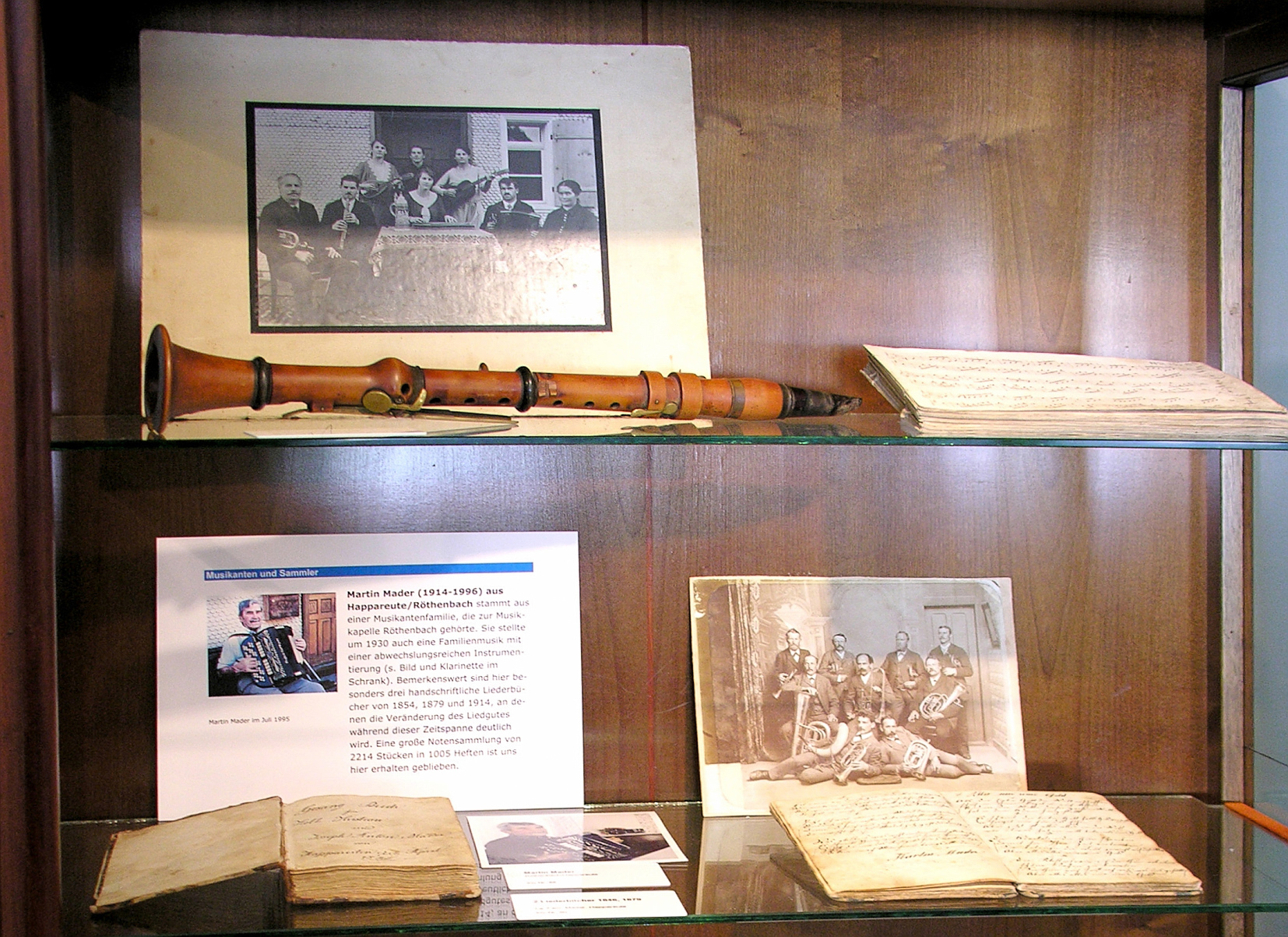
Alte Klarinette, Notenhefte
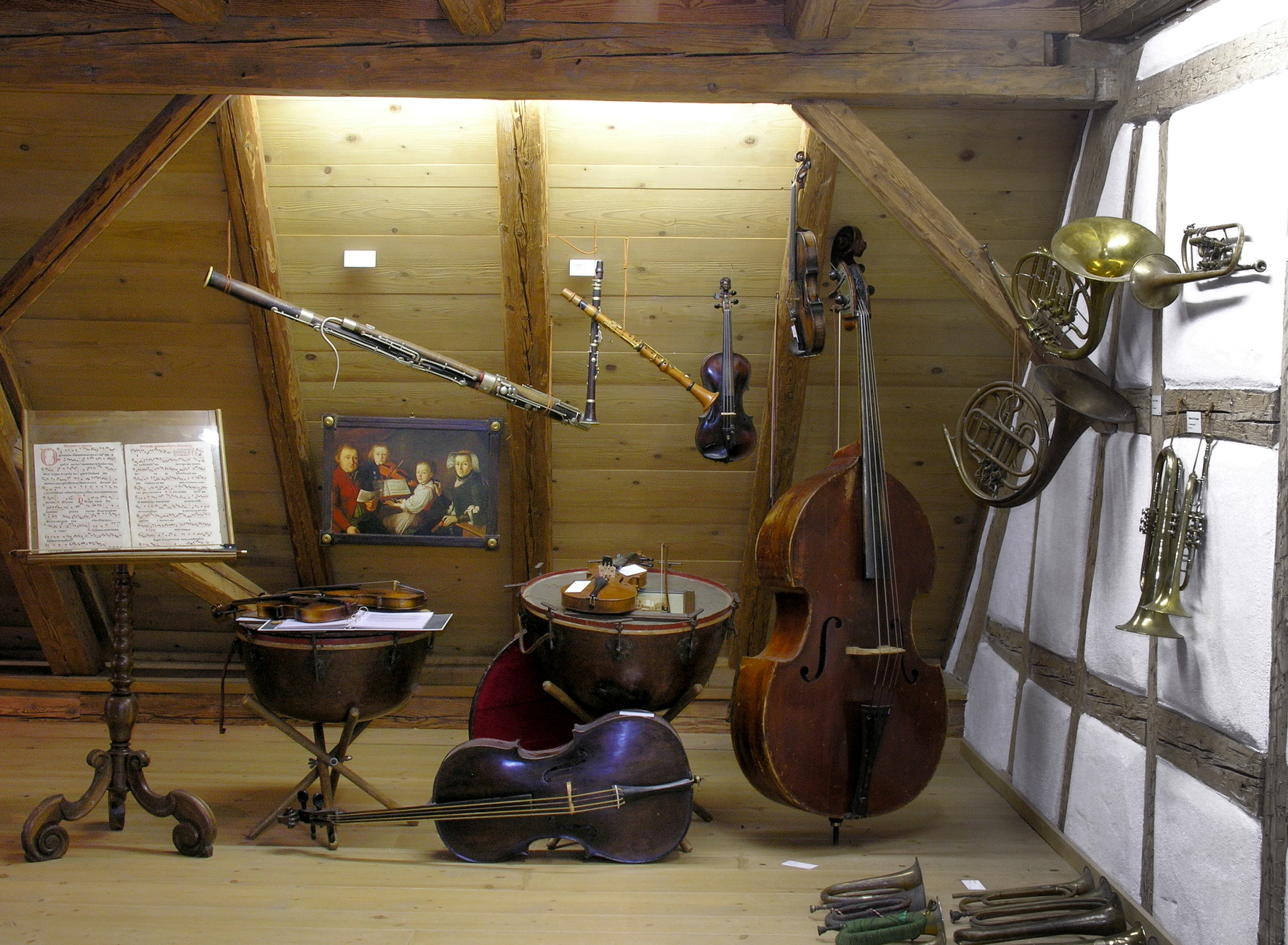
Kirchenmusik Anfang 19. Jh.
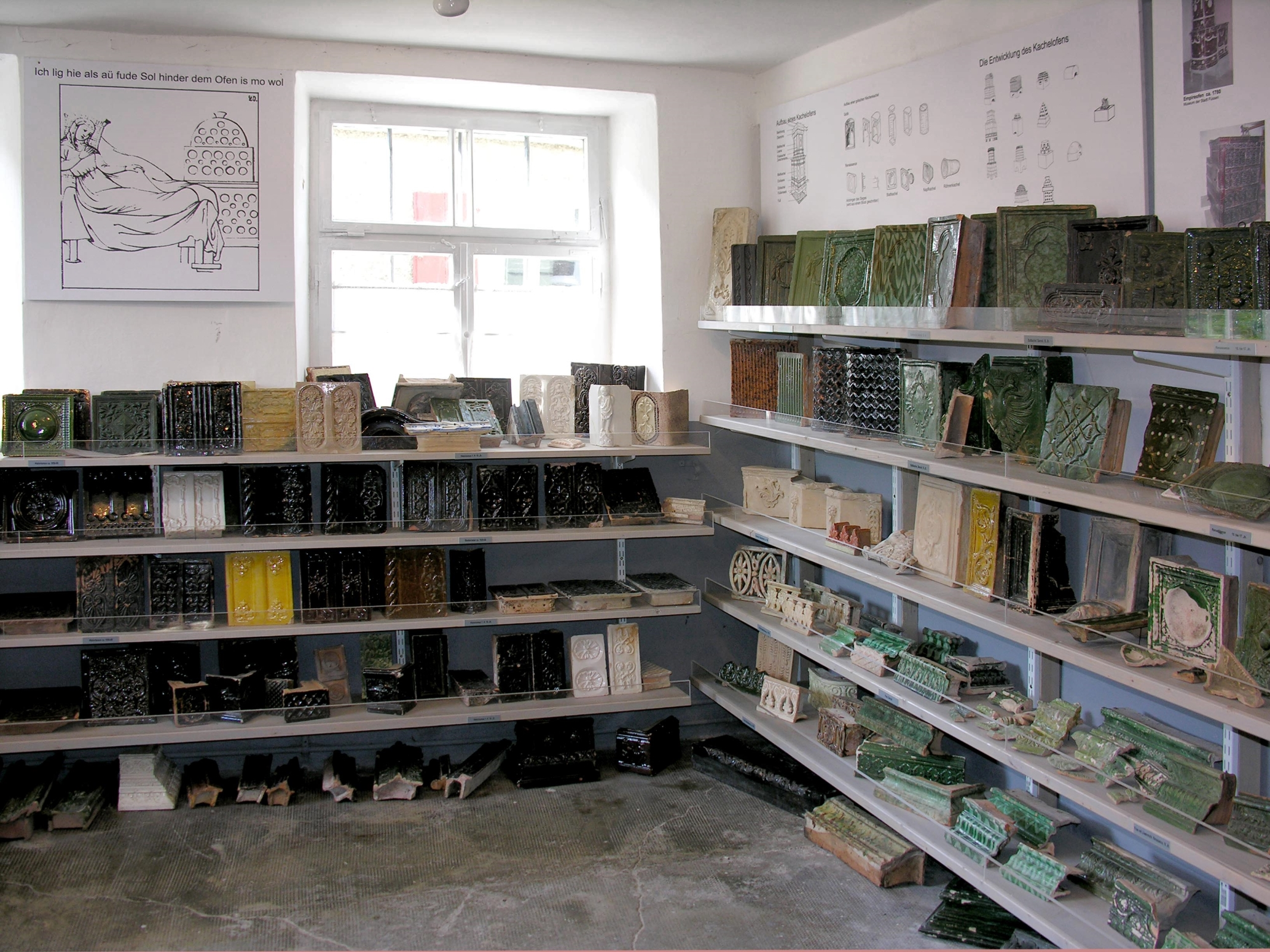
Ofenkacheln
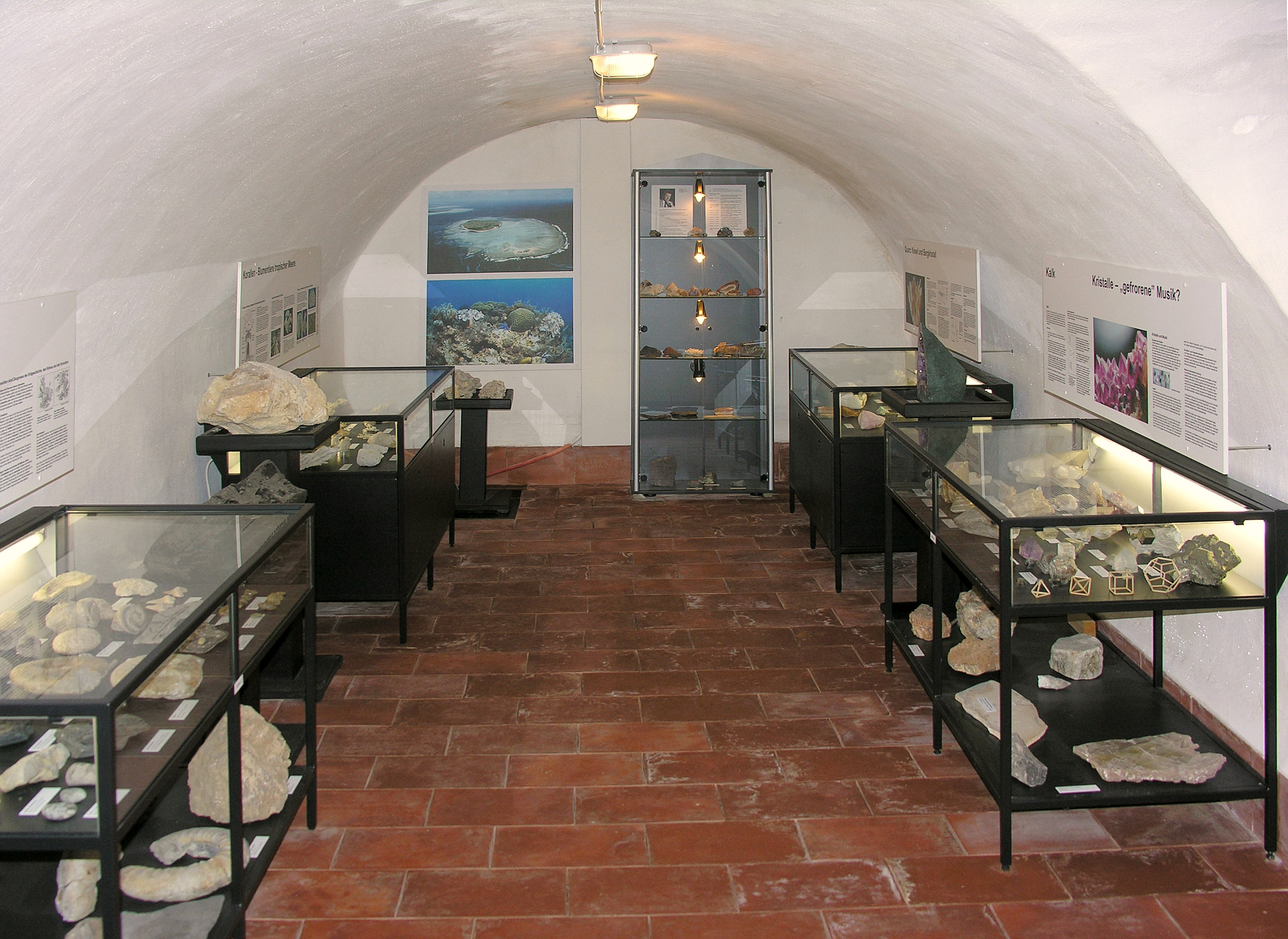
Geologie im Keller, Fossilien, Mineralien

### Theater
Schon im ersten Jahr der Gründung des Geschichts- und Heimatvereins Eglofs wurde die besondere Geschichte von Eglofs in selbst verfassten Theaterstücken mit Spielern aus der engeren Umgebung auf die Bühne gebracht. So ging es 1982 um die Erlangung der Reichsunmittelbarkeit und der Stadtrechte. Wesentliche Inhalte in bisher zehn verschiedenen Stücken aus der Zeit seit 1282 blieben die Auseinandersetzungen mit den späteren Pfandherren bis zum langen Prozess um den Osterwald. Aus dem Anfang des 20. Jahrhunderts waren es die Geschichten um den „Schuhmichel“, ein Eglofser Schusteroriginal, die zweimal aufgeführt wurden. Bisher erfolgreichstes Stück war „Katharina“, die als angebliche Hexe 34-mal auf dem Dorfplatz verbrannt wurde. Mit dem Stück „Schatten der Nacht“ (2015) wagte man sich in die Zukunft, in der es auch hier die Eglofser schafften, im Überwachungszeitalter der Cyberwelt ihre Freiheiten wieder zurückzugewinnen.

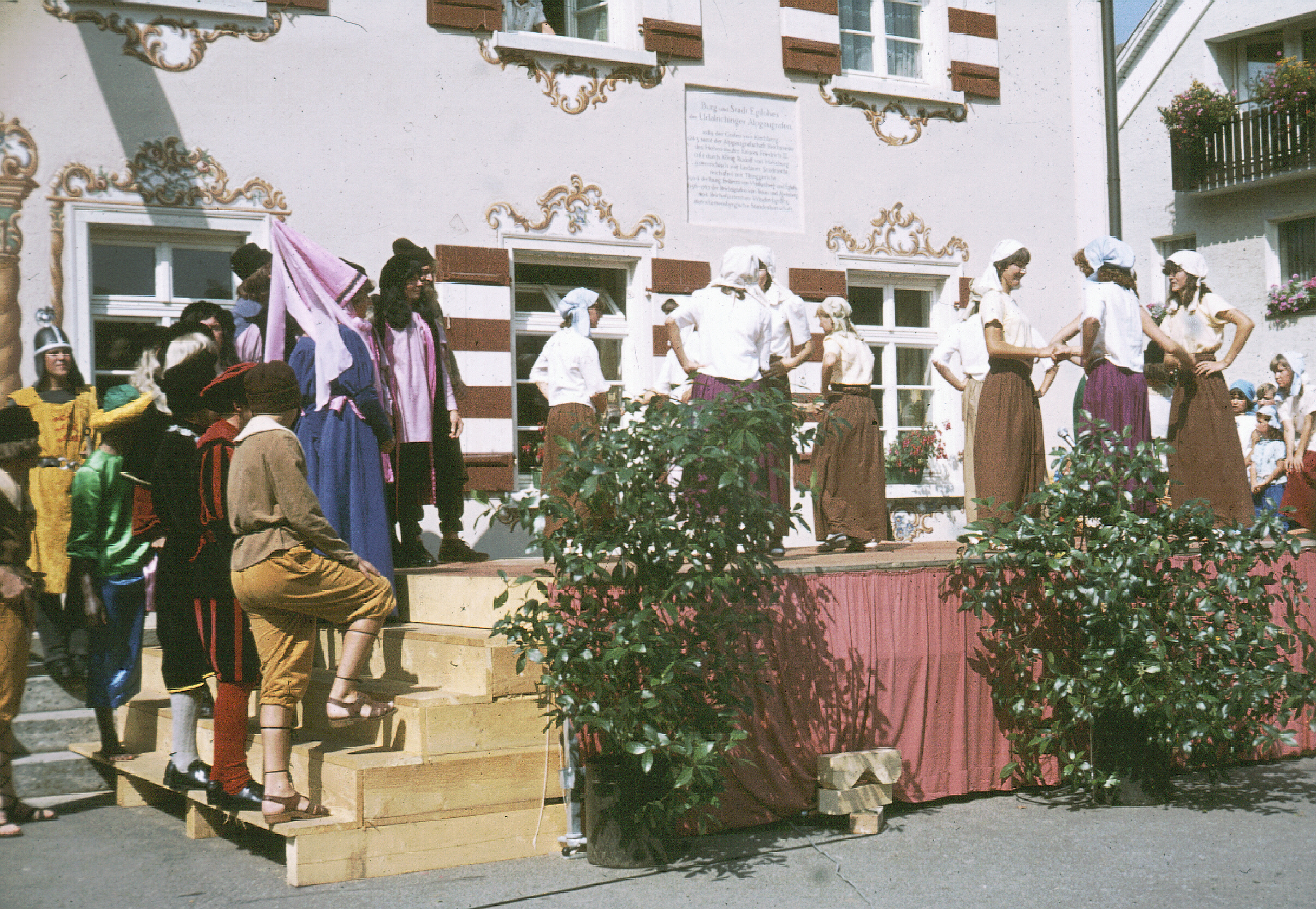
1982 Stadtluft macht frei, Tanz
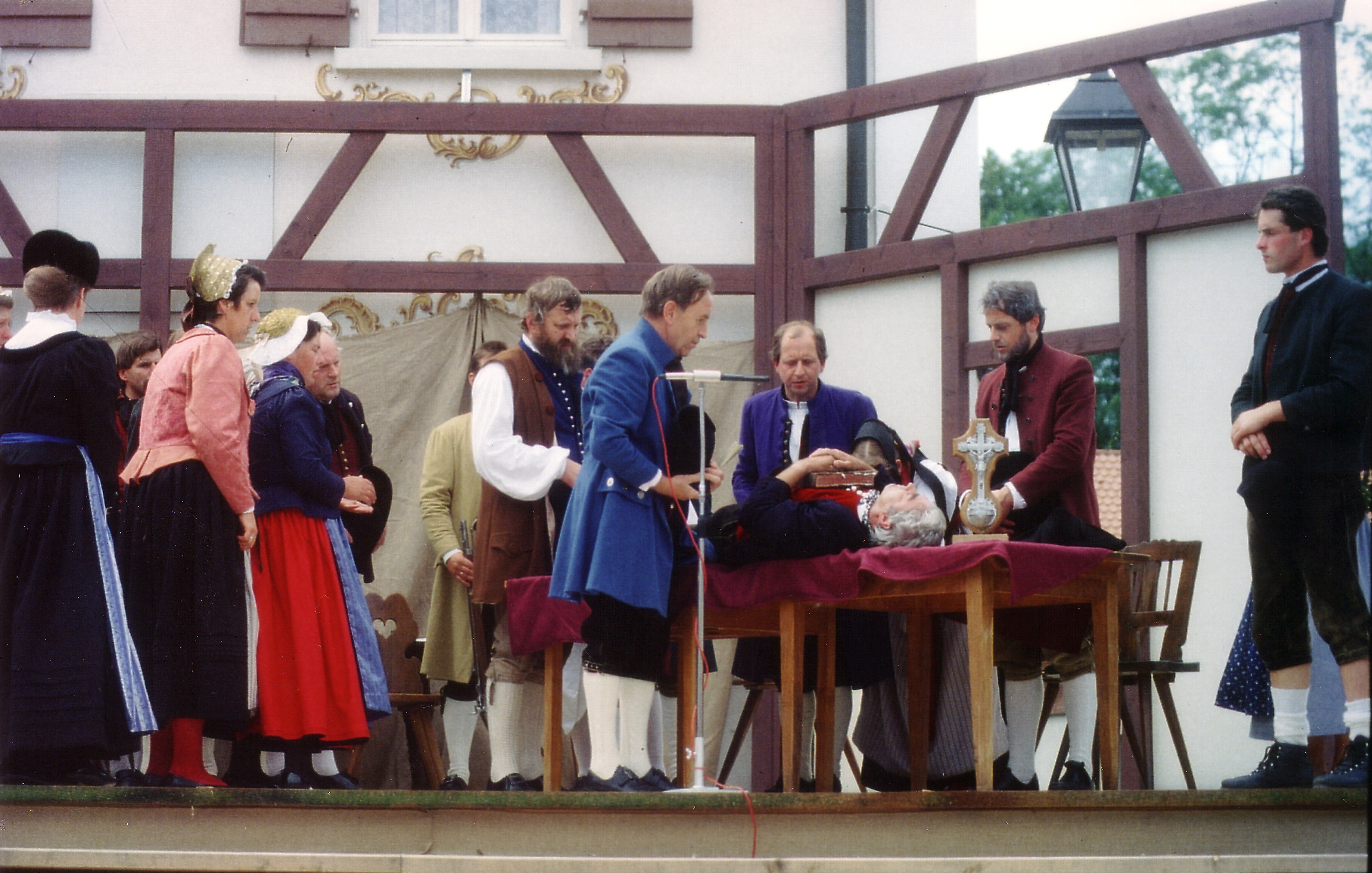
1993 Recht muss Recht bleiben
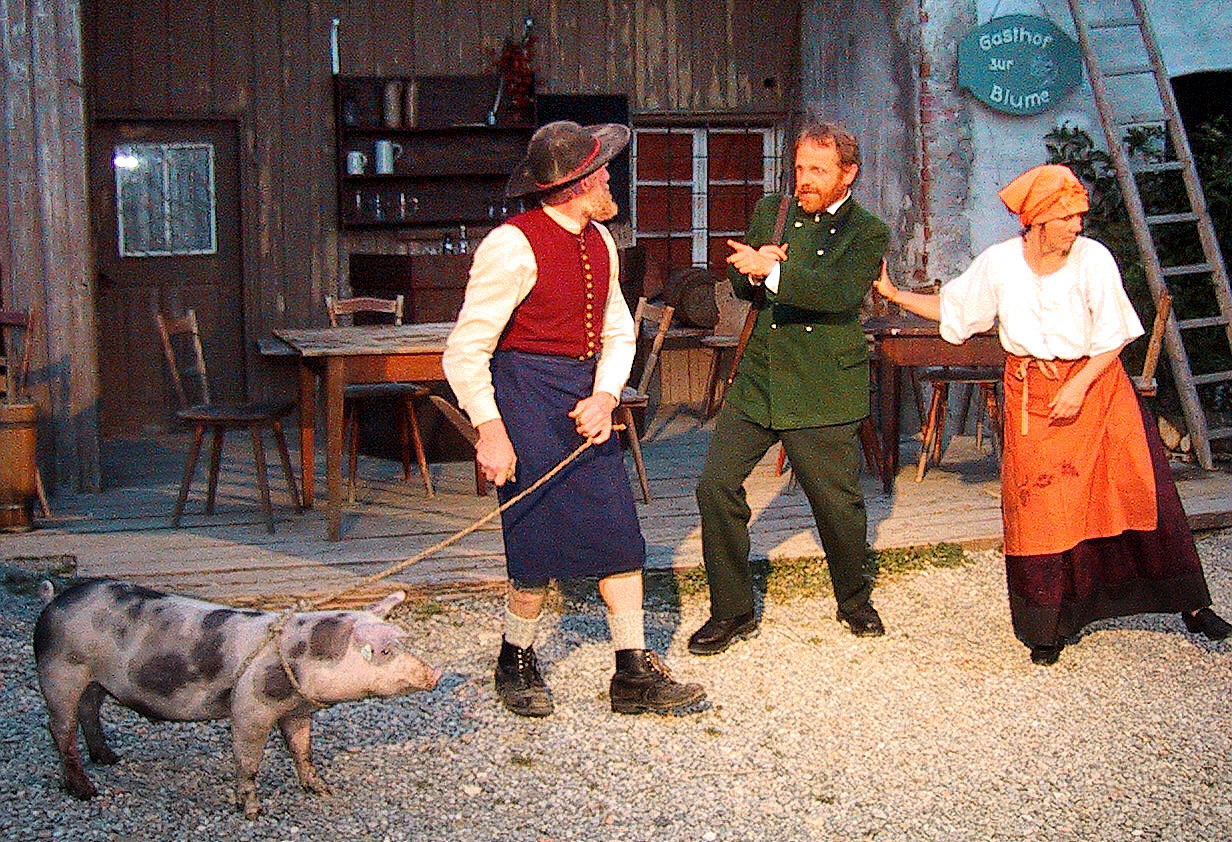
2001 34 Kreuzer, 34 Stricke
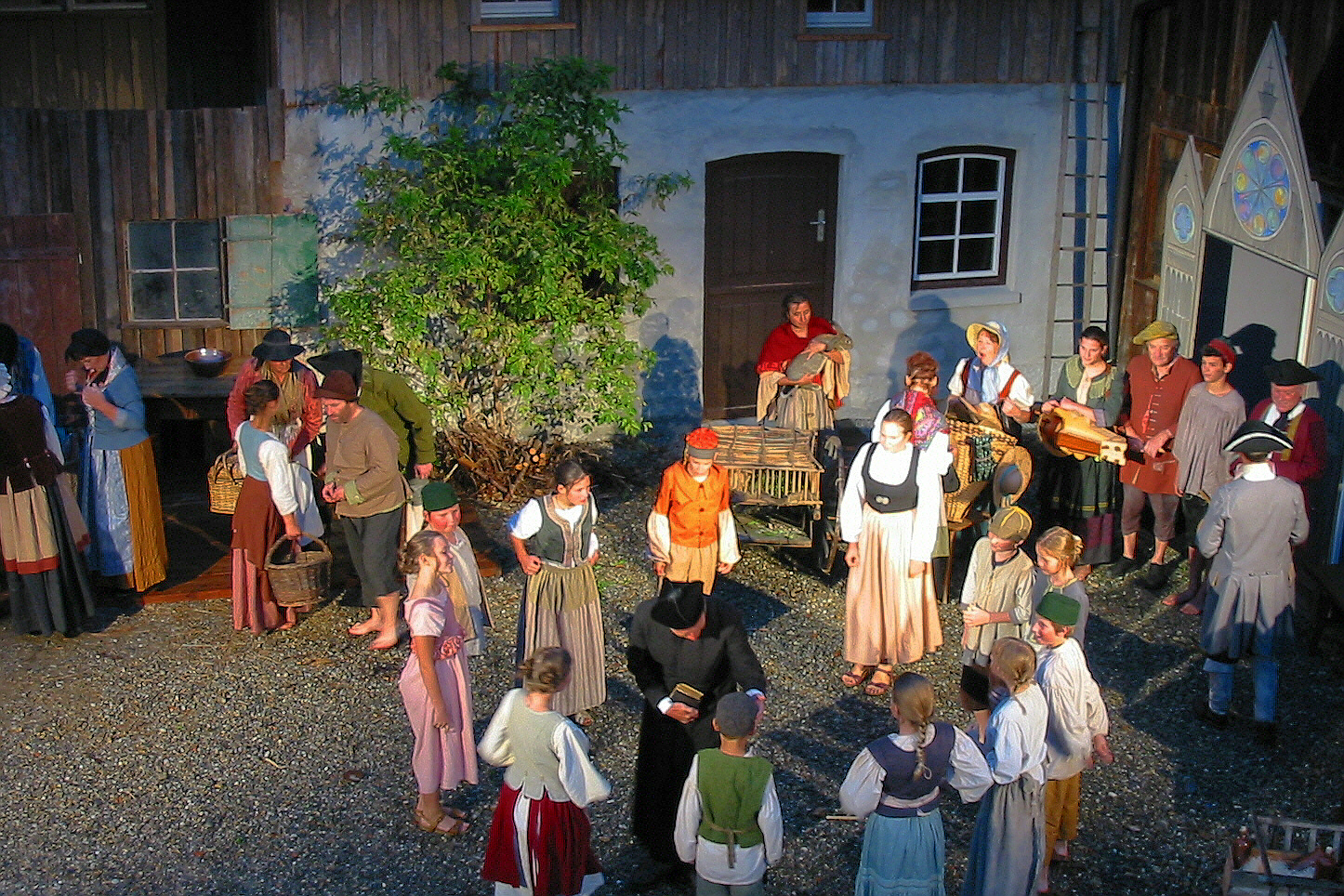
2003 Katharina
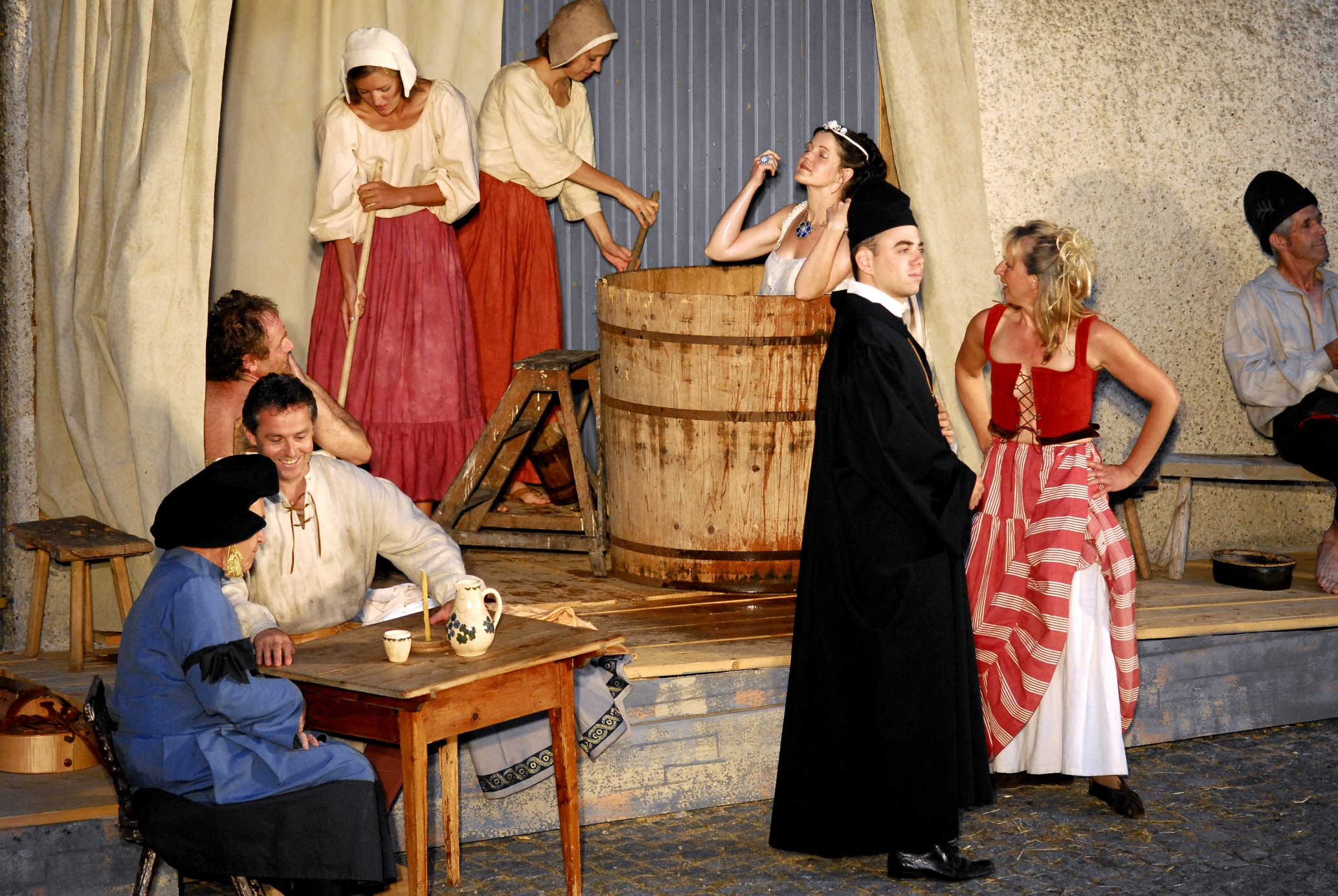
2006 Rosen im Salz
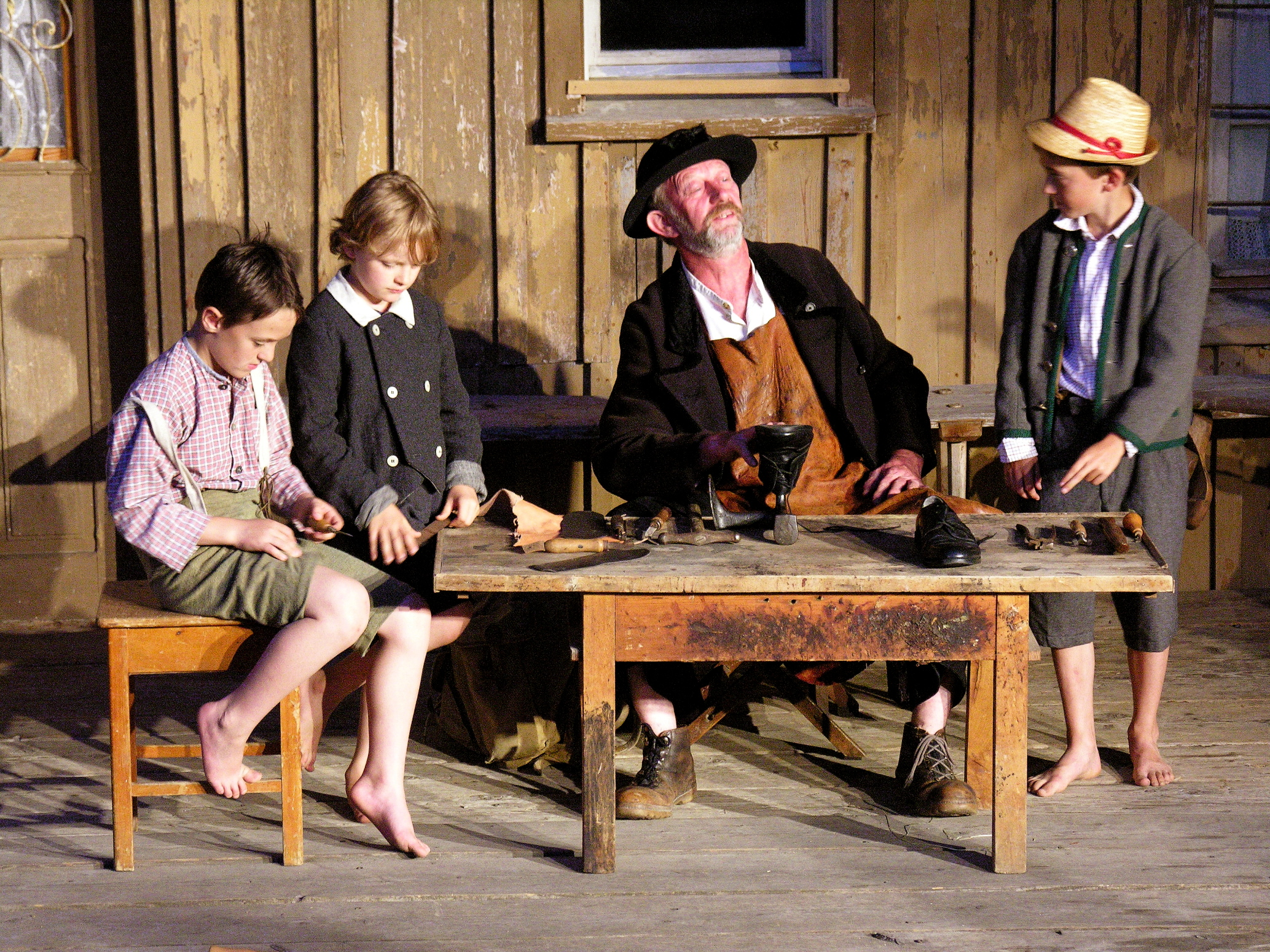
2008 Dr Schuhmichel
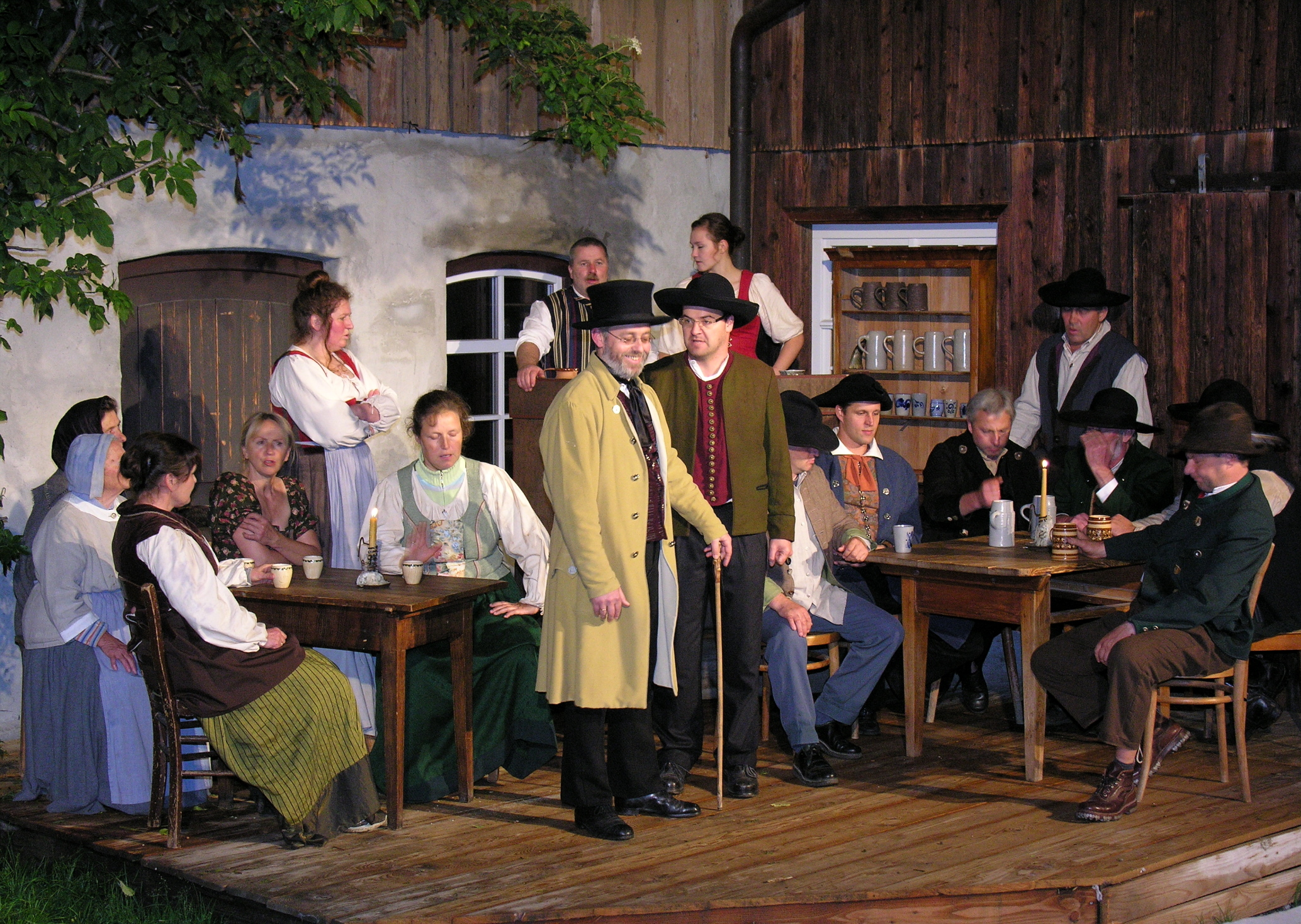
2009 Der Waldteufel
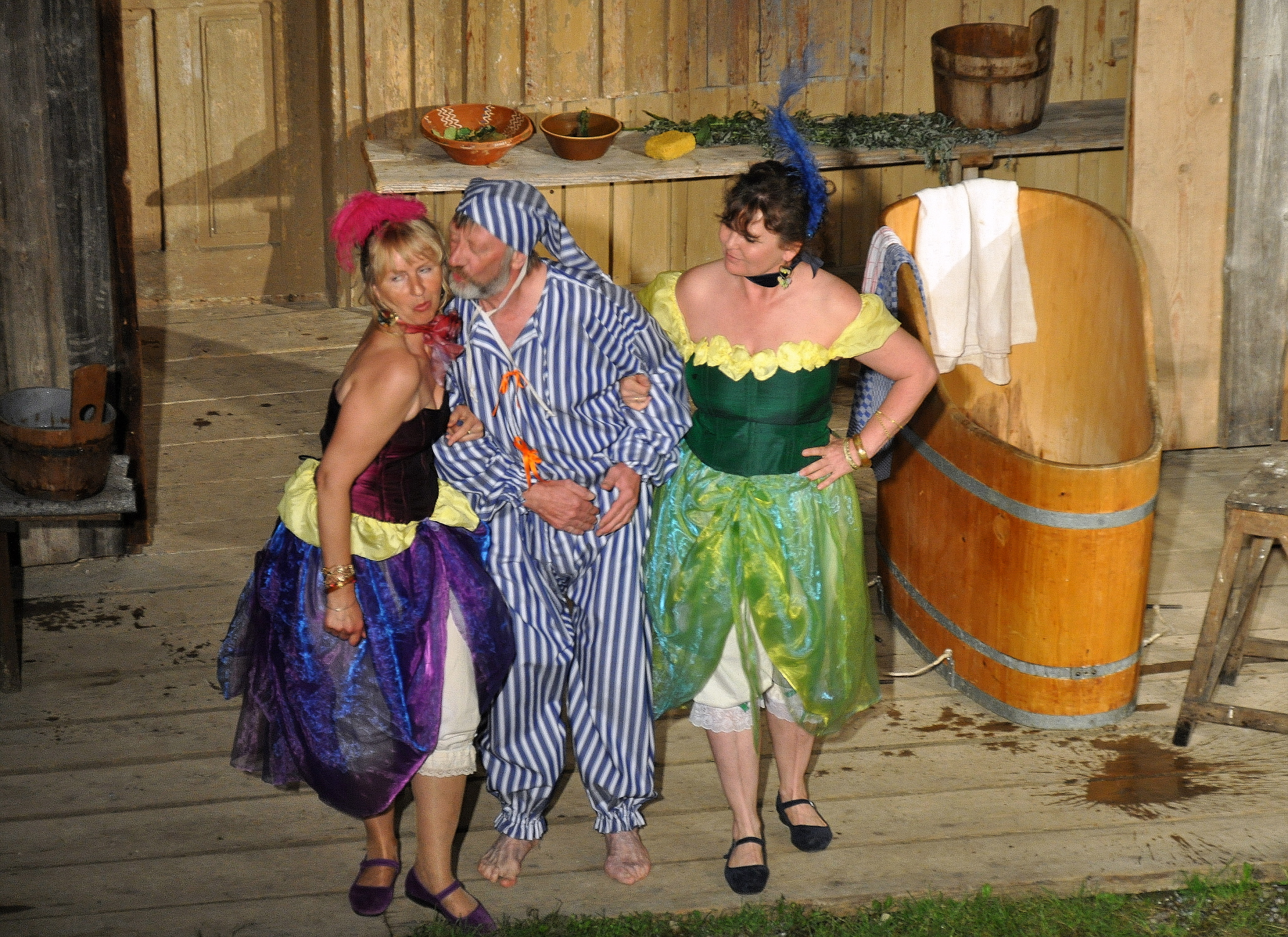
2011 Diebslichter
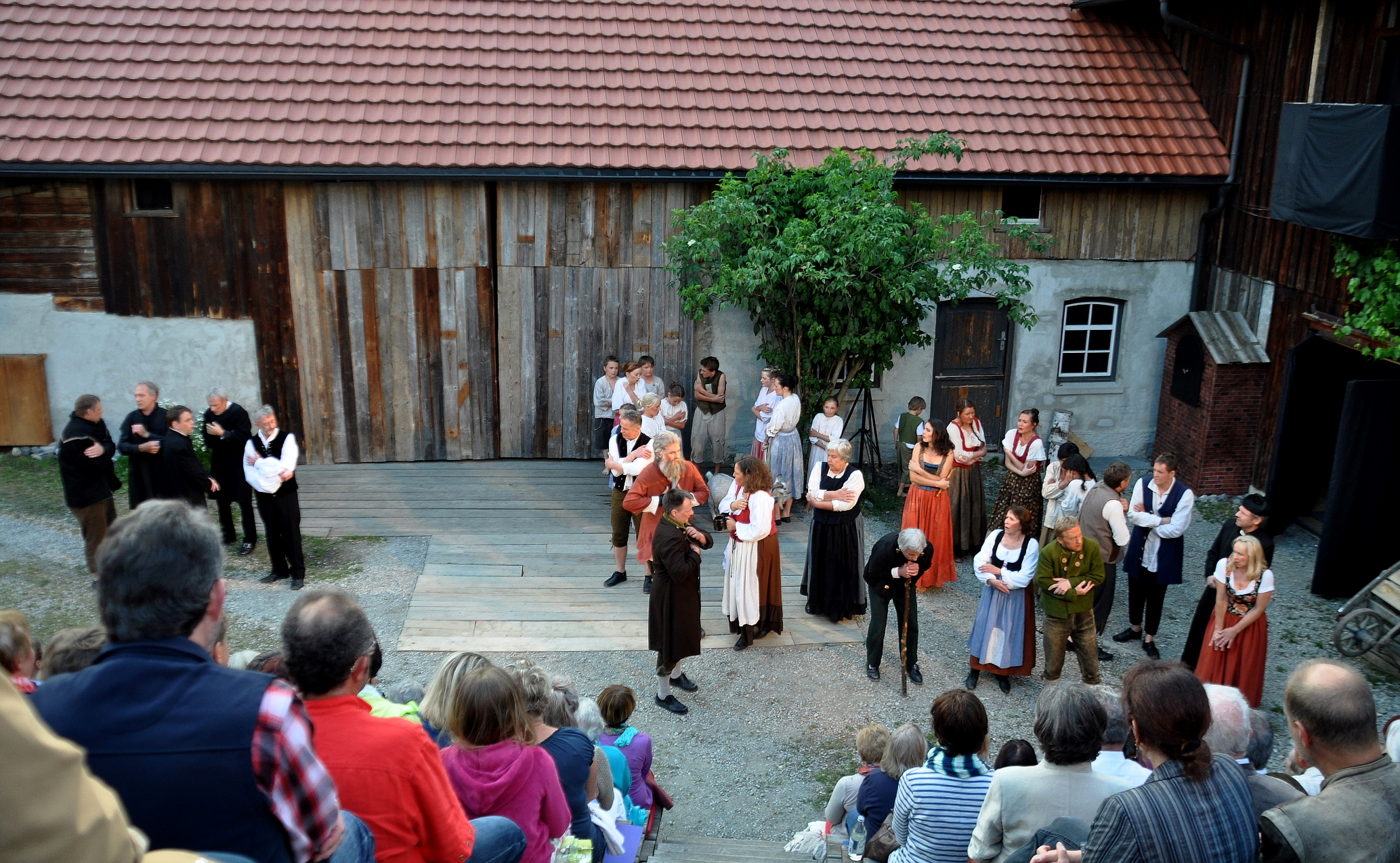
2013 Schwerter am Himmel
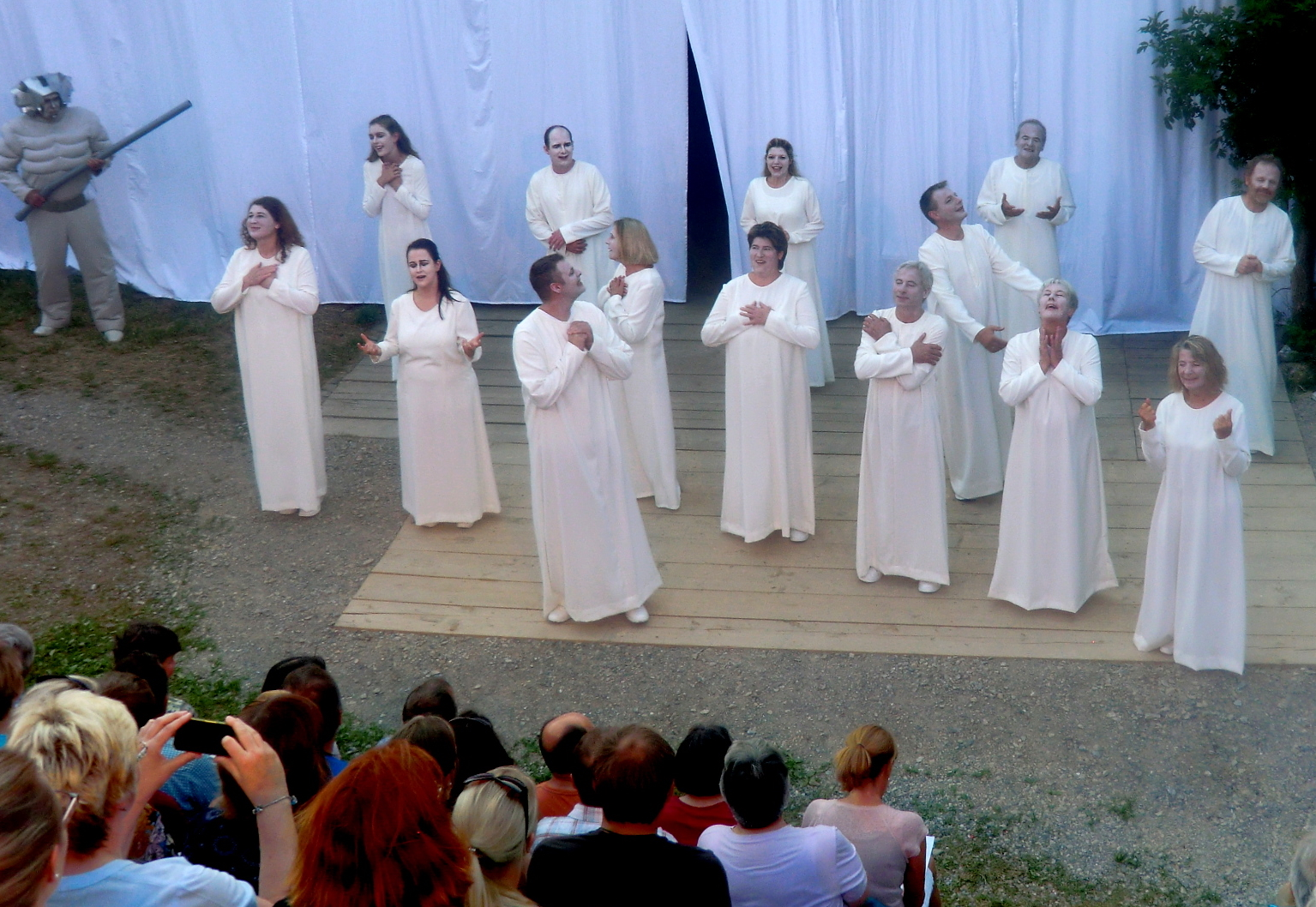
2015 Schatten der Nacht

## Wirtschaft und Infrastruktur

### Landwirtschaft
Die frühere gemischte Landwirtschaft mit Flachsanbau entwickelte sich im 19. Jh. zur Grünlandwirtschaft mit der Produktion von Milch und Käse. Kleinere Käsereien in Aschen, Eglofstal und Eglofs wurden 1960 zur zentralen Sennereigenossenschaft Eglofs zusammengelegt. In neuen Produktionsstätten wurden bis 1986 bis zu 30 Laibe Emmentaler täglich hergestellt. Die wenigen landwirtschaftlichen Betriebe beliefern inzwischen weitere verarbeitende Großbetriebe mit „Heumilch“ oder Milch aus Silage. Maria Schele in Schnaidt eröffnete eine Hofkäseküche mit verschiedenen Käsesorten.

### Gewerbe
Drei Brennereien liefern Schnaps aus Kern- und Steinobst. Der Schäferhof Greber in Maleichen bietet Fleisch und eigene Wollprodukte aus eigener Schafzucht an. Die ehemalige Bäckerei Kleiner verkauft heute weiterhin Backwaren und Lebensmittel.
Im ehemaligen Sennereigebäude arbeitet der Kfz-Betrieb Fersen. In Eglofstal liefert Fa. Schele (Sägerei) sich auch den eigenen Strom zur Bearbeitung von Arbeitsplatten. Massageliegen fertigt ein Metallverarbeitungsbetrieb. Weiter gibt es: ein Vermessungsbüro, zwei Bauunternehmen, zwei Zimmereien, zwei Betriebe für Haus- und Energietechnik, ein Malergeschäft und ein Modeatelier A. Bischofberger. PROAIR in Reute ist internationaler Hersteller von DELPHIN-Reinigungsgeräten und liefert mit SOLAR auch Photovoltaikanlagen. Drei Garten- und Landschaftsbauer sind gemeldet.
Im neuen Gewerbegebiet in Eglofstal haben sich niedergelassen: neben Garten- und Landschaftsbau Präger die Schreinerei Klaus, das Fliesenfachgeschäft Musch und die Firma HM-Bauleistungsservice.

### Tourismus

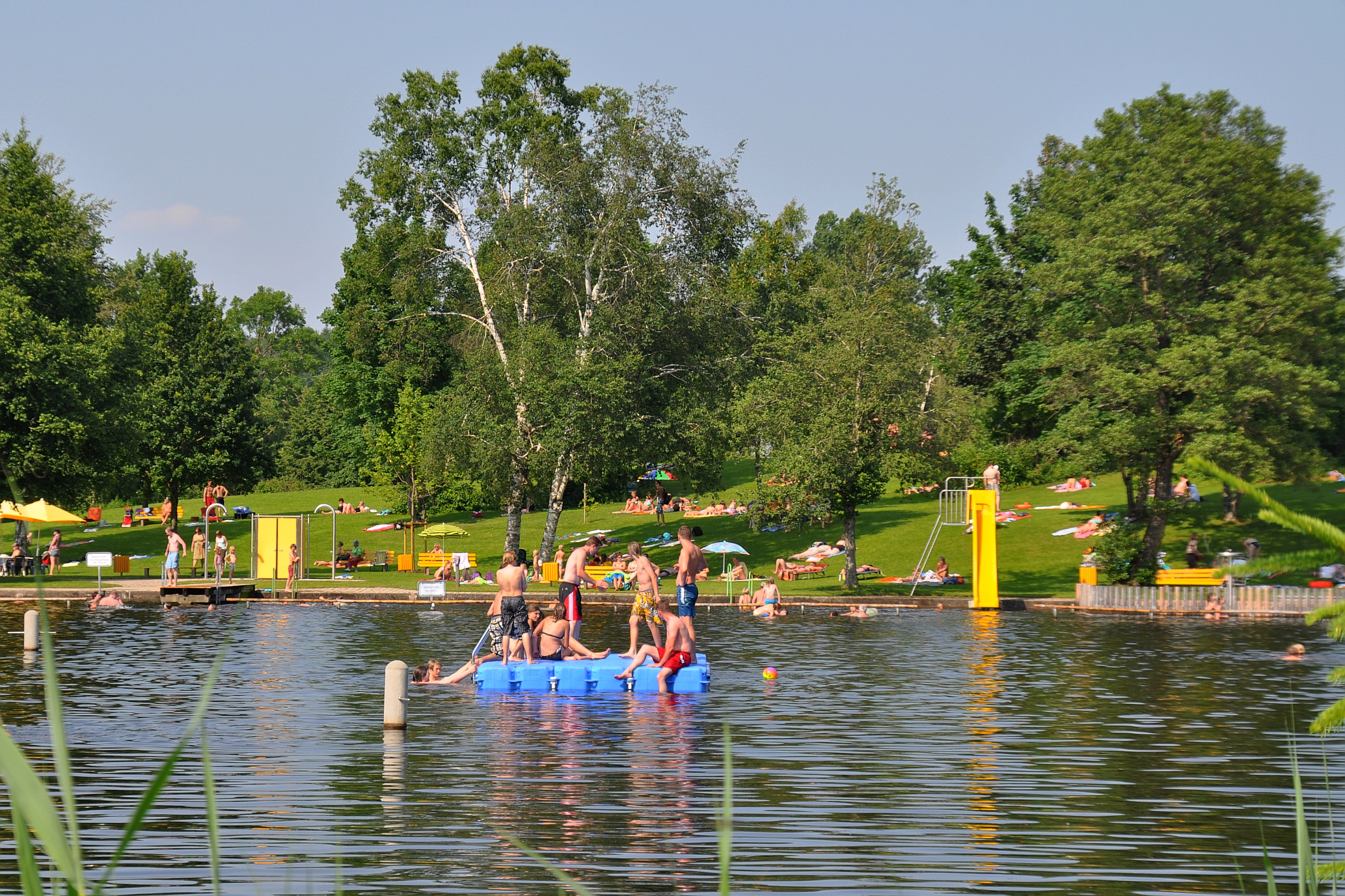
Das Naturfreibad, „Moorbad“

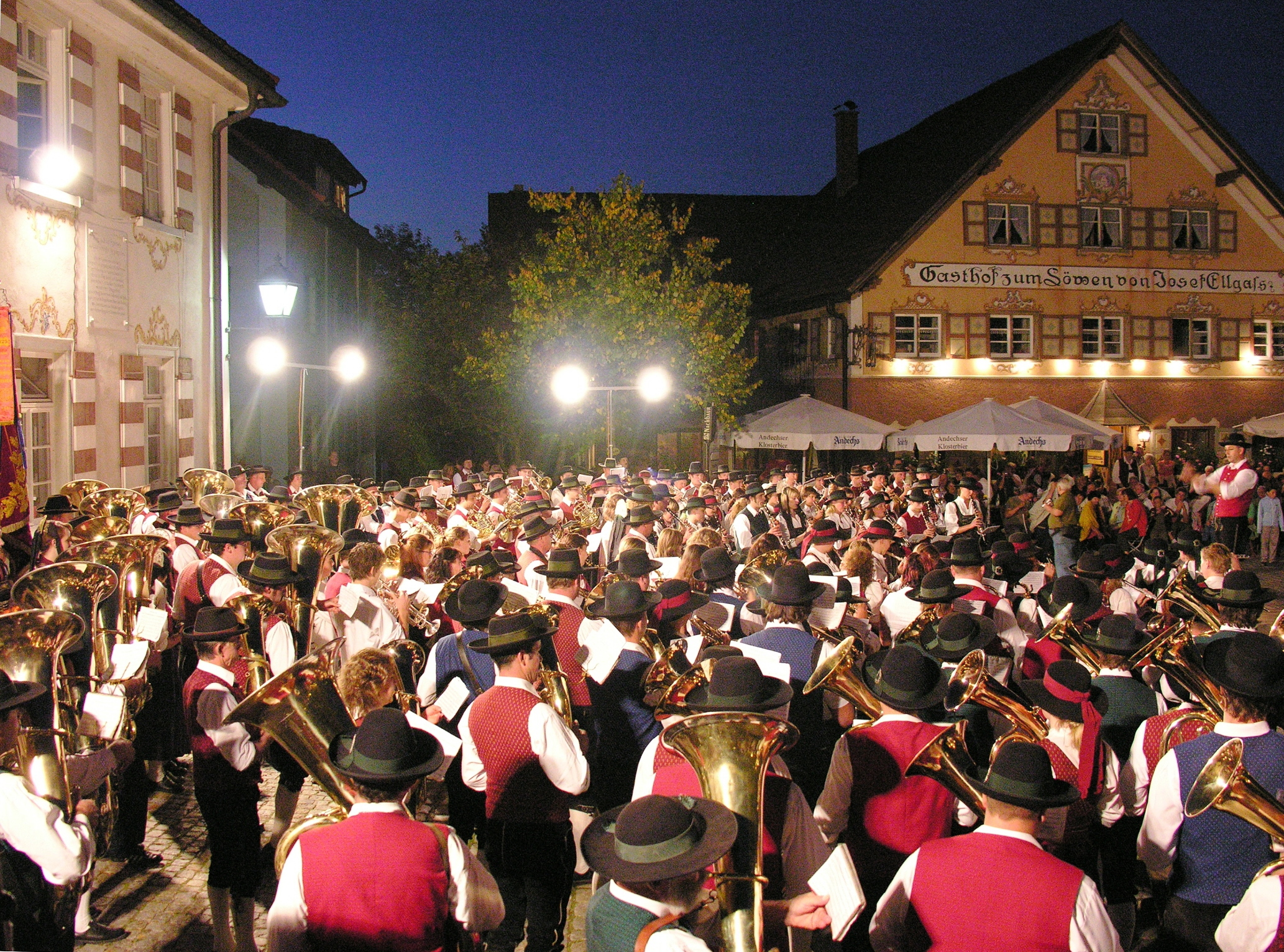
Sommerabendkonzert in Eglofs

Seit den sechziger Jahren bietet das Familienerholungswerk der Diözese Rottenburg Ferienhäuser und -wohnungen für Familien, Gruppen und Schullandheimaufenthalte mit jeweils spezieller Betreuung. Das frühere Hotel „Bromerhof“ ist als Klinik eine Mutter/Vater-Kind-Einrichtung für Vorsorge und Rehabilitation. Daneben werden private Ferienwohnungen angeboten.
Ein Naturfreibad, das „Moorbad“, ist für die Badegäste im Sommer da, das „Panoramabad“ mit Sauna am Schulzentrum in den kalten Monaten. Im Schaugarten, dem „Kräutergarten“ Tschöll, in Zellers ist eine Blumen- und Kräuterwelt zu besichtigen.
Durch Eglofs führt die Wandertrilogie Allgäu, die Radrunde Allgäu, der Radwanderweg Oberschwaben-Allgäu-Weg, der Bodensee-Königssee-Radweg und die Oberschwäbische Barockstraße.

### Gastronomie
Neben den beiden Gasthäusern am Dorfplatz, „Rose“ und „Löwen“, hat der „Bären“ in Eglofstal an der Bundesstraße mehr Gäste vom Durchreiseverkehr. Im Ortskern liegt auch das Café und Cramerlädle. Im Weiler Untervorholz nahe der Bundesstraße liegt der Biergarten und Grillplatz „Ochs am Berg“.

### Bildung

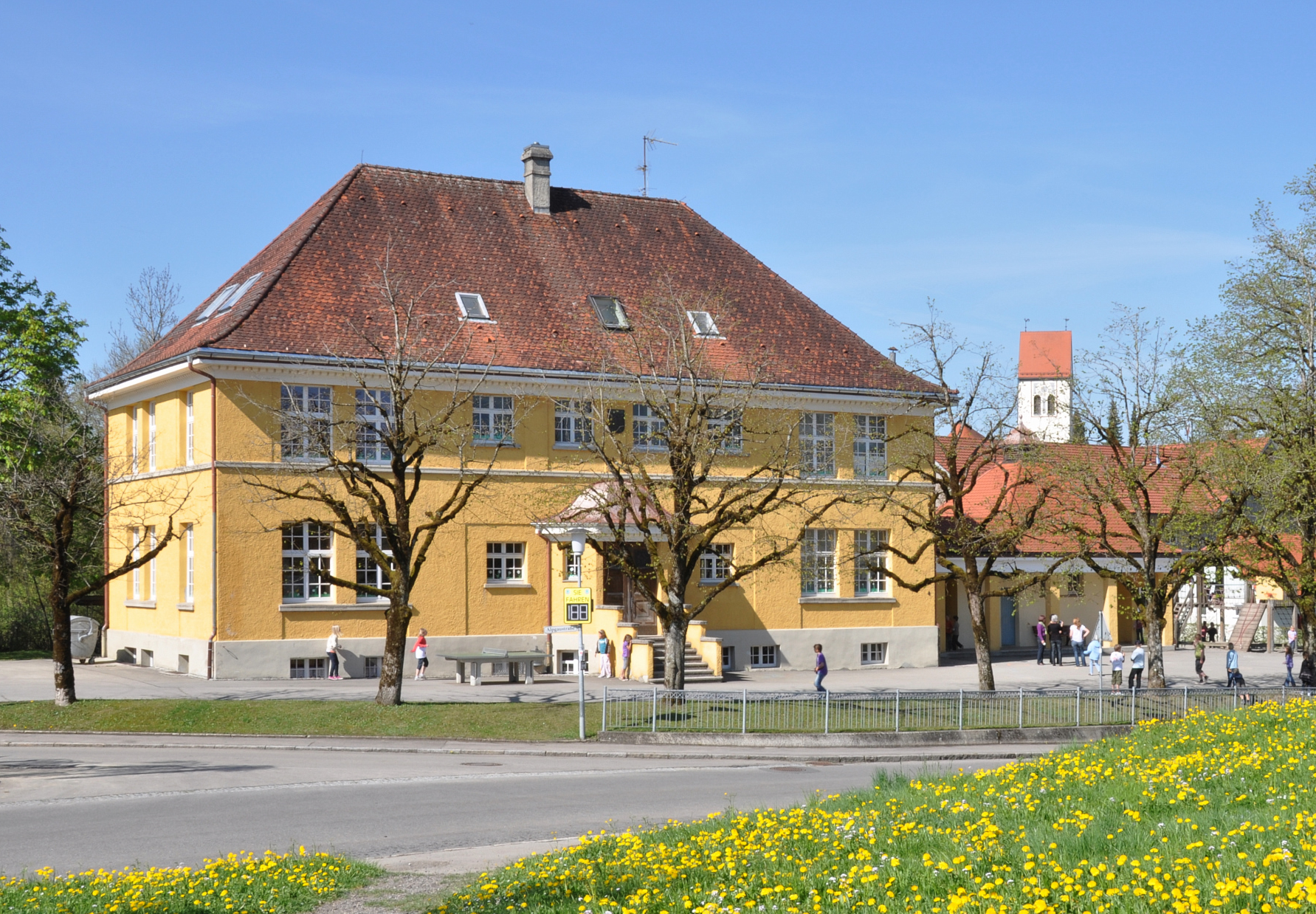
Grundschule Eglofs

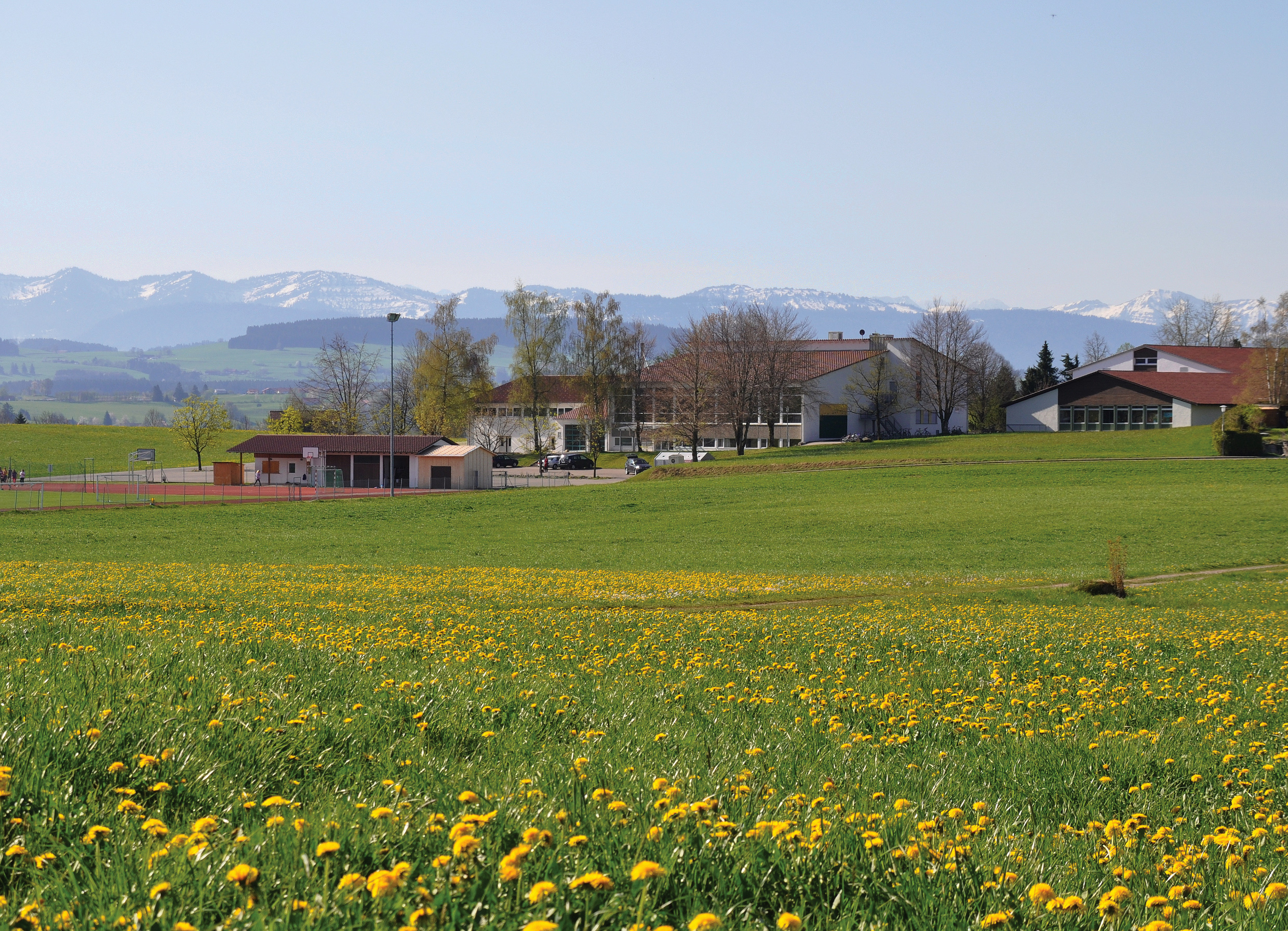
Gemeinschaftsschule mit Sportanlage, Lehrschwimmbecken und Turnhalle

Neben einem Kindergarten besaß Eglofs eine Grund- und Hauptschule, die frühere Volksschule, zu der 1968 die Einklassenschule in Bühl kam. 1978 wurde die neue Hauptschule am Ortsrand bei der Sportanlage mit Turnhalle und Lehrschwimmbecken erbaut, die 1996 vergrößert werden musste. 2010 entstand mit der Hauptschule aus Ratzenried die Werkrealschule Eglofs/Ratzenried und 2012 die Gemeinschaftsschule-Argenbühl in Eglofs. 2016 kam dazu noch ein Erweiterungsbau. Die Grundschule bildet seit 2013 zusammen mit der Grundschule aus Eisenharz ein gemeinsames Rektorat Eglofs-Eisenharz.

## Wappen
Das Wappen leitet sich aus dem von 1474 bis 1665 belegten Siegel der „Freien von Eglofs“ her. Es zeigt den einköpfigen Reichsadler mit dem Lindenzweig im Schnabel. Der Lindenzweig verweist auf die Linde im Wappen von Lindau.

## Naturschutzgebiet

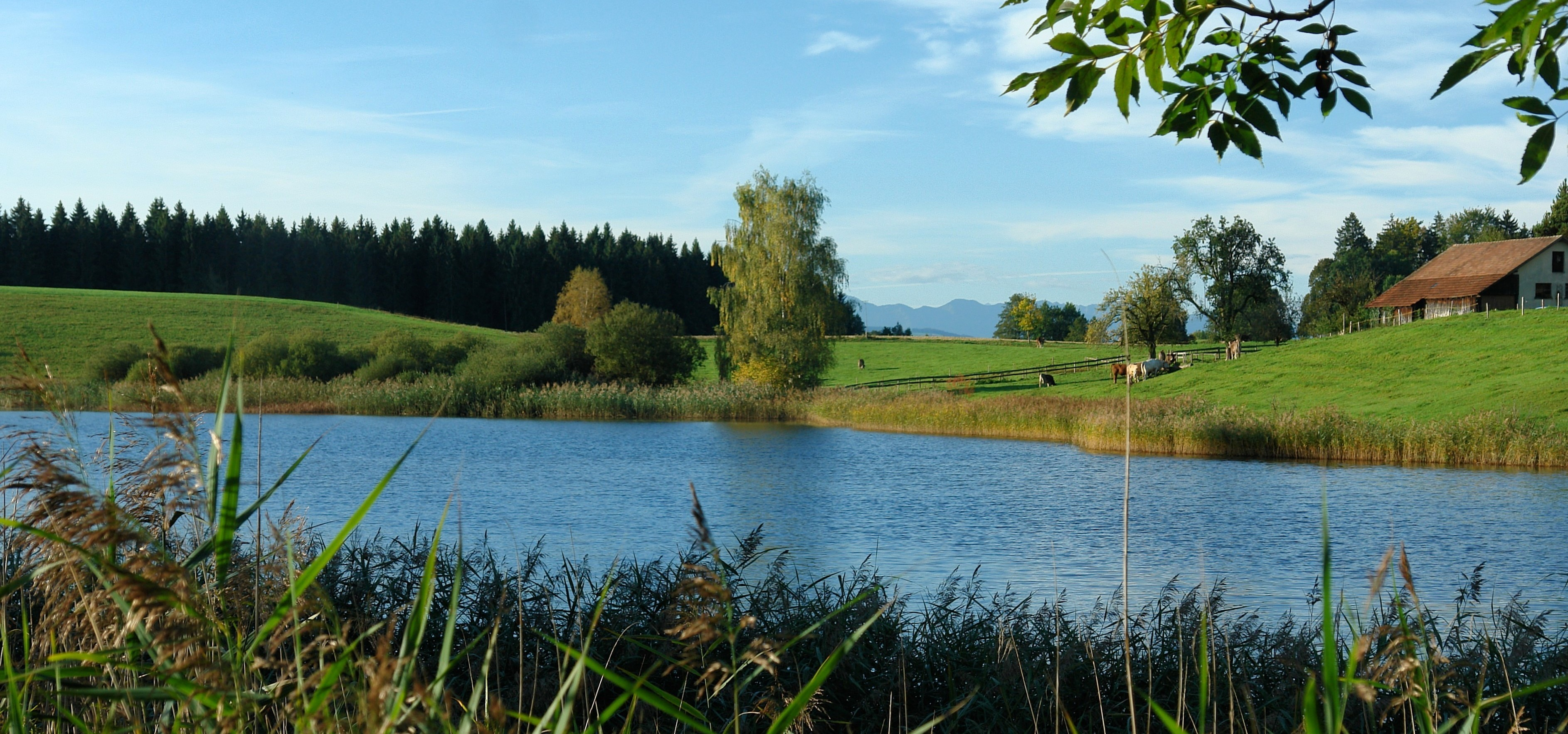
Kleiner Staudacher Weiher im Naturschutzgebiet Staudacher Weiher

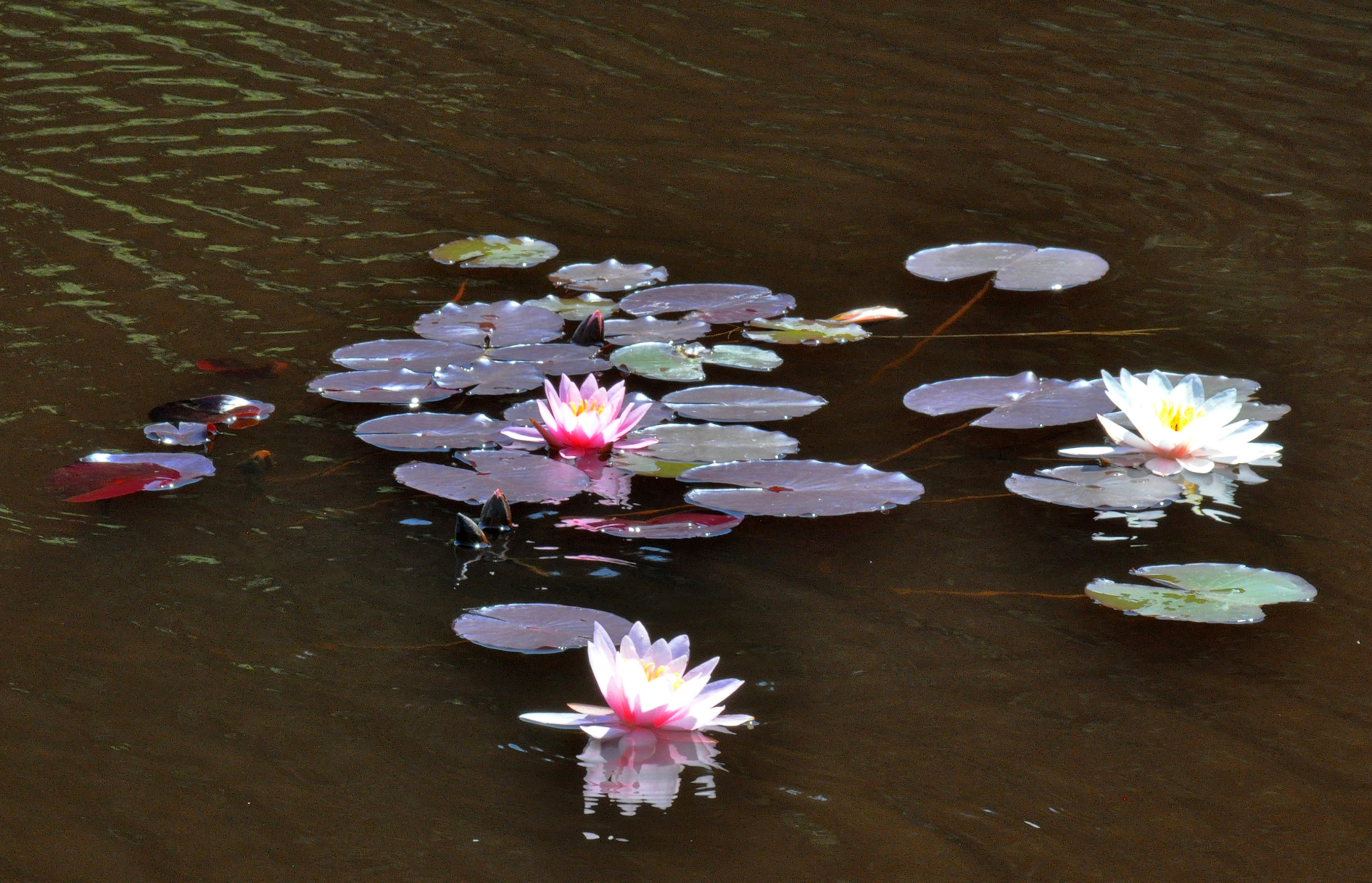
Seerosen im großen Staudacher Weiher

Innerhalb der Gemarkung Eglofs befindet sich etwa einen Kilometer östlich des Dorfzentrums das kleine, 20,0 ha große Naturschutzgebiet (NSG-Nr. 4.216) Staudacher Weiher, das aus der Wasserfläche der beiden Weiher, deren Schilf- und Verlandungszone sowie kleinen verbuschten und bewaldeten Randbereichen besteht. Es ist ein schützenswerter Lebensraum der typischen Flora und Fauna von randalpinen Feuchtgebieten und auch Rastgebiet durchziehender Vögel.

## Auszeichnungen
- Schönstes Dorf in Baden-Württemberg, Goldmedaille 1998

## Persönlichkeiten
- Bernhard Schnetzer (1937–2013), Maler